# Palazzo Te
Palazzo Te è una villa rinascimentale collocata nell'area meridionale della città di Mantova. Costruito tra il 1524 e il 1534 su commissione del marchese di Mantova Federico II Gonzaga, è l'opera più celebre dell'architetto e pittore italiano Giulio Romano. Il complesso è sede del museo civico e dal 1990 del Centro internazionale d'arte e di cultura di Palazzo Te che organizza mostre d'arte antica e moderna e di architettura.

## Origine del nome
Verso la metà del XV secolo Mantova era divisa dal canale Rio in due grandi isole circondate dai laghi formati dal fiume; una terza piccola isola, chiamata sin dal Medioevo Tejeto e abbreviata in Te, era collegata con un ponte alle mura situate nella parte meridionale della città.
Due sono le ipotesi relative all'etimologia del termine teieto o tejeto (anche se prive di fondamento): esso potrebbe derivare da tiglieto (bosco di tigli), oppure essere collegato a tegia, dal latino attegia, che significa capanna.

## Storia

Il Ritratto di Federico II Gonzaga di Tiziano

Il primo incontro tra Giulio Romano e il marchese Federico II Gonzaga avviene nel 1524, come narrato da Vasari, ed è in questo momento che il marchese commissiona la costruzione dell'edificio. Le prime testimonianze in merito alla presenza di Palazzo Te si hanno nel 1526, quando viene citato un edificio in costruzione che sorge vicino alla città, tra i laghi, sulla direttrice della Chiesa e del Palazzo di San Sebastiano.

Tiziano, Donna allo specchio, 1512/1515, forse si tratta di Isabella Boschetti

La zona risultava paludosa e lacustre, ma i Gonzaga la fecero bonificare e Francesco II la scelse come luogo di addestramento dei suoi pregiati e amati cavalli. Morto il padre e divenuto signore di Mantova, Federico II, suo figlio, decise di trasformare l'isoletta nel luogo dello svago, del riposo e dei festosi ricevimenti assieme agli ospiti più illustri e dove poter sottrarsi ai doveri istituzionali assieme alla sua amante Isabella Boschetti.
Abituato com'era stato sin da bambino all'agio e alla raffinatezza delle ville romane, trovò ottimo realizzatore della sua idea di "isola felice" l'architetto pittore Giulio Romano e alcuni suoi collaboratori, tra cui Raffaellino del Colle, con cui aveva lavorato a Roma al seguito di Raffaello. Alternando gli elementi architettonici a quelli naturali che la zona offriva, decorando sublimemente stanze e facciate, l'architetto espresse tutta la sua fantasia e bravura nella costruzione di palazzo Te.
Altri pittori collaborarono agli ambienti del palazzo, tra questi: Raffaele Albarini, Giorgio Anselmi, Francesco Primaticcio, Fermo Ghisoni, Giovan Francesco Penni, Gerolamo Staffieri, Benedetto Pagni, Rinaldo Mantovano, Giovan Battista Mantovano, Anselmo Guazzi, Agostino da Mozzanica, Andrea Conti e Biagio Conti.
In occasione della visita dell'imperatore Carlo V, Giulio Romano ebbe l’incarico di riunire il Palazzo col castello mediante una nuova serie di sale, gallerie, scaloni, logge e cortili.
Una volta caduto il dominio dei Gonzaga, il governo austriaco utilizzò il palazzo come caserma militare. Solo nel 1876 lo Stato cede la proprietà al Comune, che da quel momento si occuperà di restaurare le sale e successivamente aprire l'accesso ai visitatori. Negli anni '80 del Novecento ha luogo una nuova campagna di restauri che termina nel 1989, celebrata dall'importante mostra dedicata a Giulio Romano.

## Descrizione

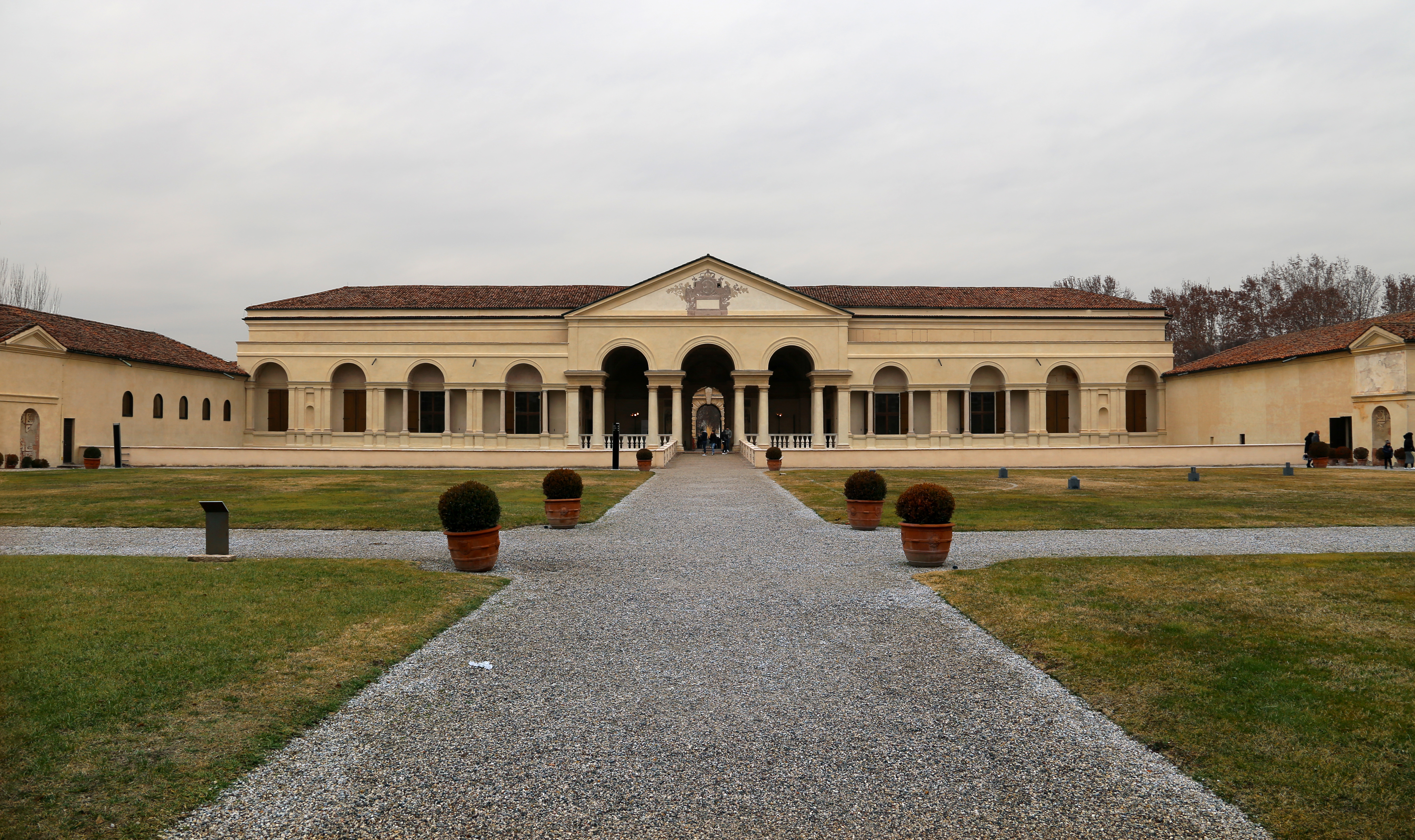
La loggia d'onore, vista dall'esedra

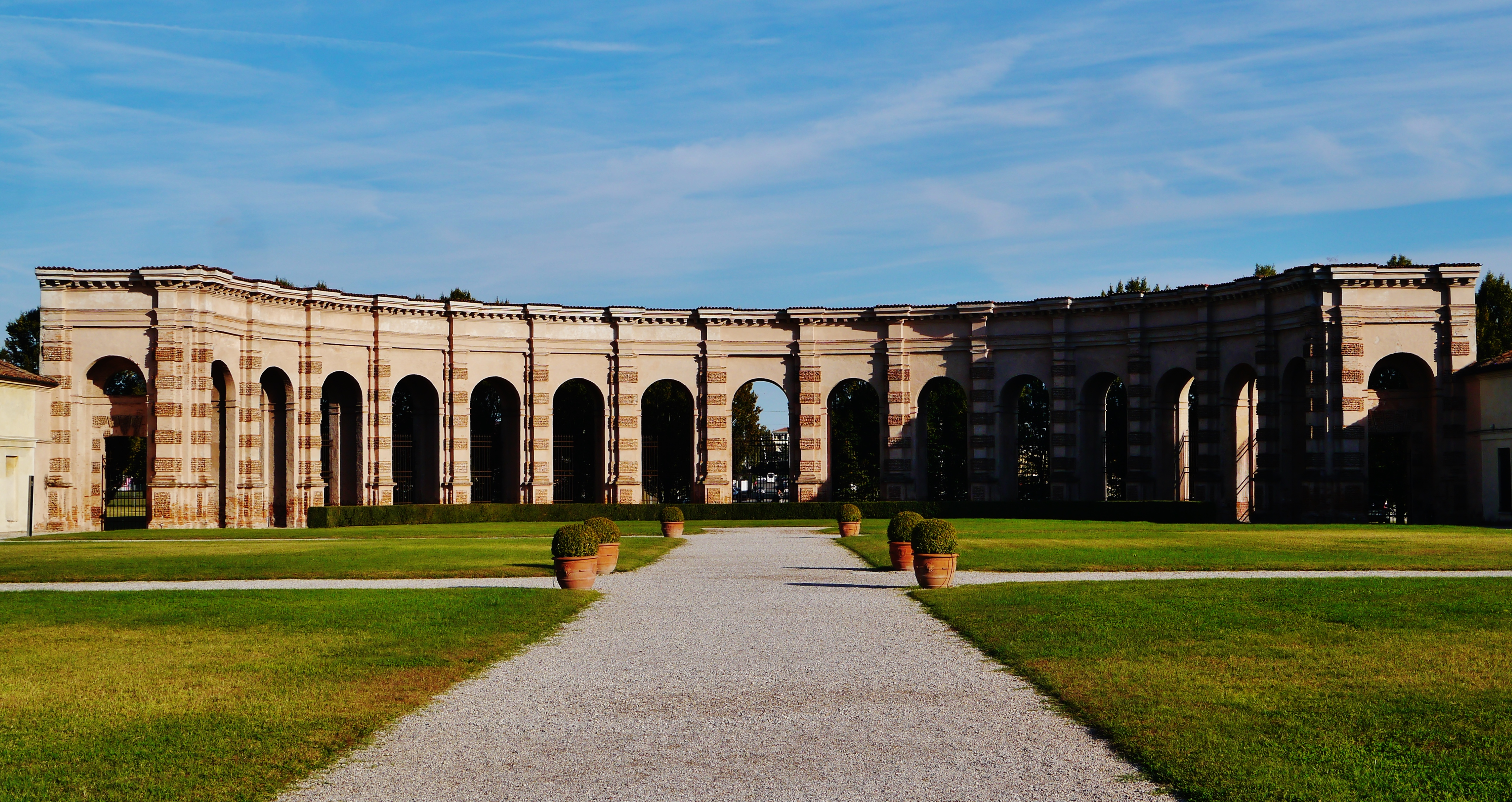
L'emiciclo dell'esedra

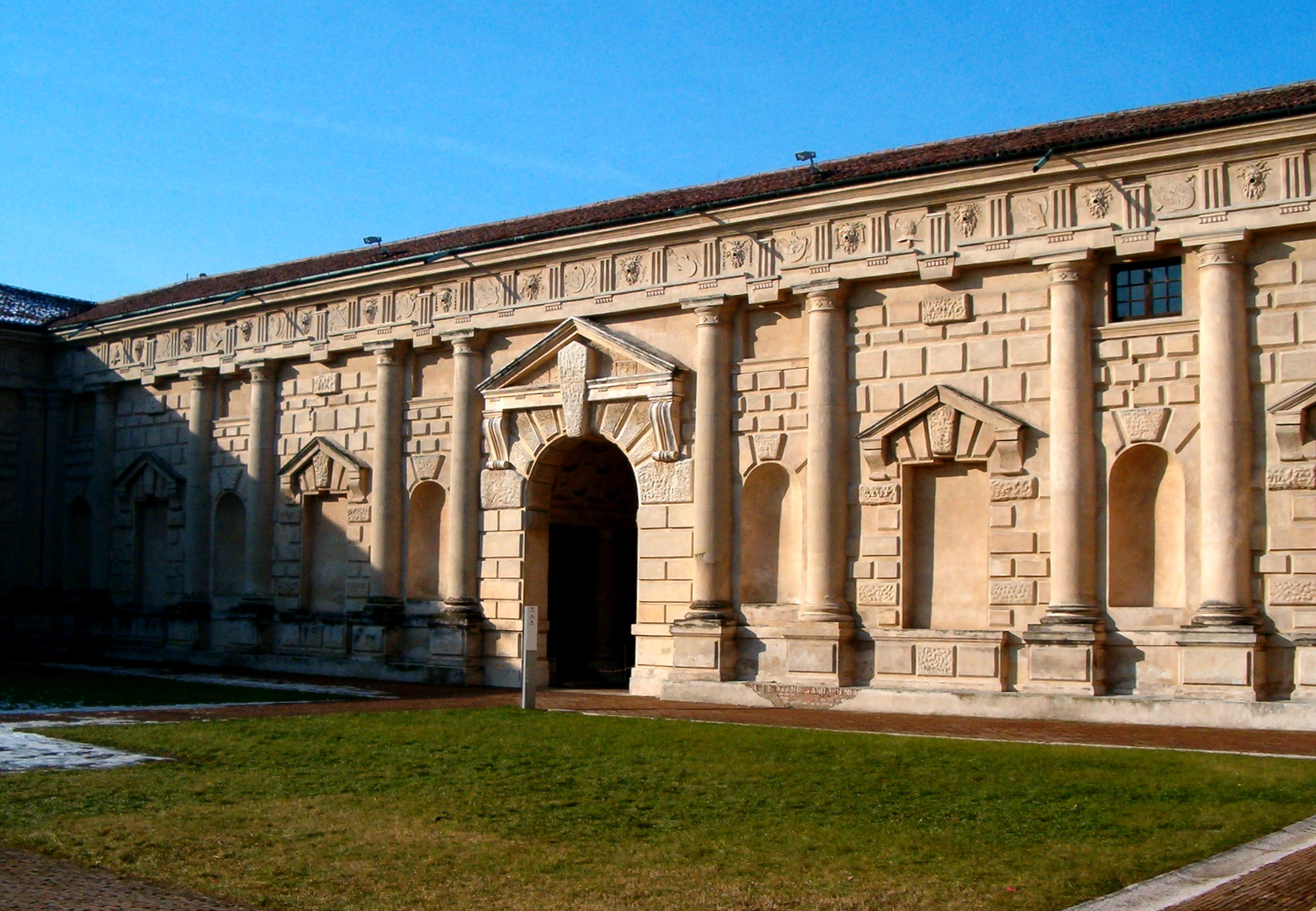
Facciata interna vista dal cortile

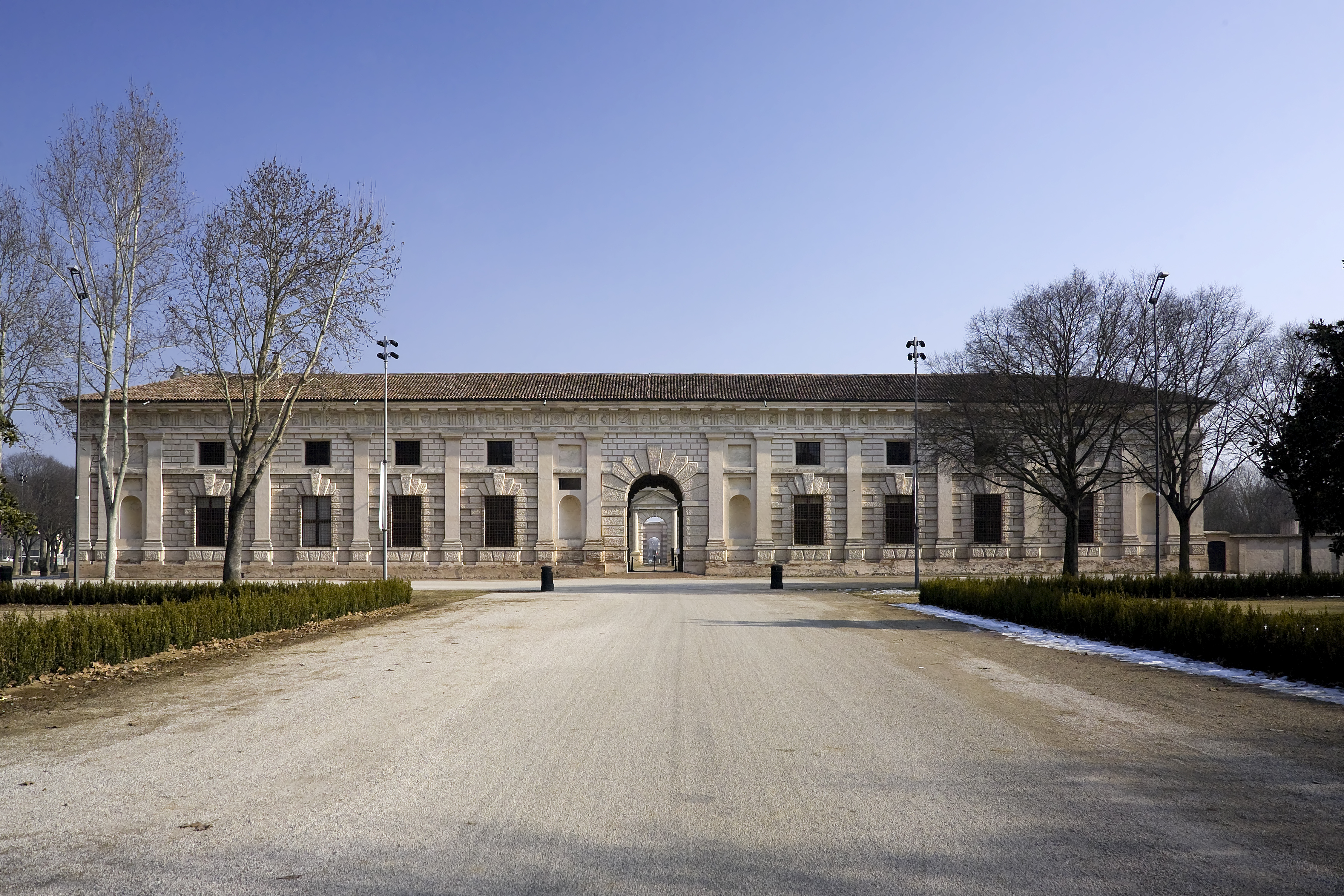
Facciata di palazzo Te

Il palazzo è un edificio a pianta quadrata con al centro un grande cortile quadrato anch'esso, un tempo decorato con un labirinto, con quattro entrate sui quattro lati (Giulio Romano si ispira nell'impianto alla descrizione vitruviana della casa di abitazione: la domus romana con quattro entrate, ciascuna su uno dei quattro lati). Il piano nobile è leggermente elevato rispetto al terreno, questo per salvaguardarlo dalle piene del Mincio.
Il palazzo ha proporzioni insolite: si presenta come un largo e basso blocco, a un piano solo, la cui altezza è circa un quarto della larghezza. Secondo gli esperti questa struttura è dovuta all'ispirazione della villa antica, dove bisognava valorizzare le vedute orizzontali, i giardini e le fonti d'acqua.
Il complesso è simmetrico secondo un asse longitudinale.
Sul lato principale dell'asse (a nord-ovest) l'apertura di ingresso è un vestibolo quadrato, con quattro colonne che lo dividono in tre navate. La volta della navata centrale è a botte e le due laterali mostrano un soffitto piano (alla maniera dell'atrium descritto da Vitruvio e che tanto ebbe successo nei palazzi italiani del Cinquecento), in questo modo assume una conformazione a serliana estrusa.
L'entrata principale (a sud - est) verso la città e il giardino è una loggia, la cosiddetta Loggia Grande, all'esterno composta da tre grandi arcate su colonne binate a comporre una successione di serliane che si specchiano nelle piccole peschiere antistanti. La balconata continua al secondo registro, sulla parte alta della facciata era in origine una loggia; questo lato del palazzo fu infatti ampiamente rimaneggiato alla fine del '700, quando fu aggiunto anche il frontone triangolare che sormonta le grandi serliane centrali.

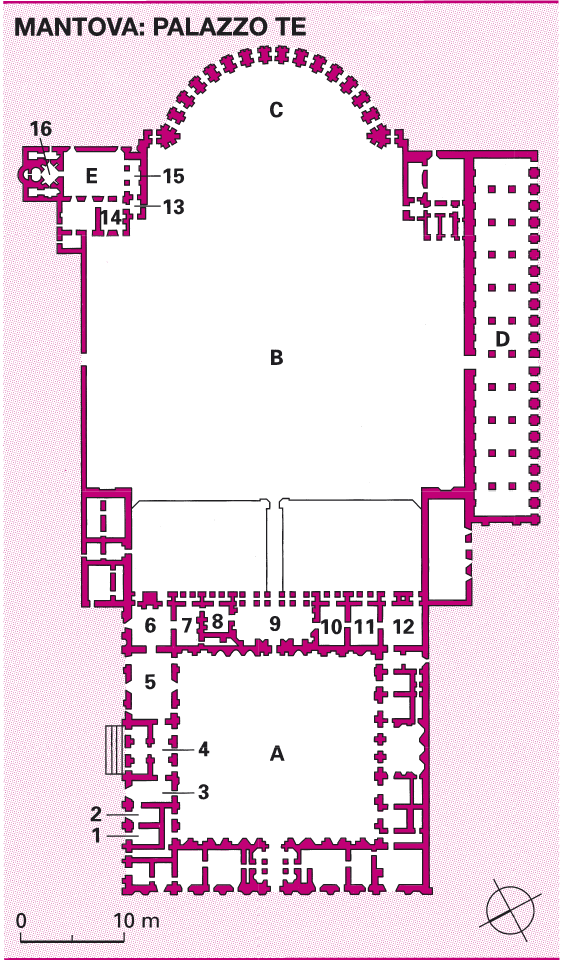
Pianta del complesso.(A) Cortile d'Onore, (B) Giardino, (C) Esedra, (D) Fruttiera, (E) Giardino segreto; (1) Camera di Ovidio, (2) Camera delle imprese, (3) Camera del Sole, (4) Loggia delle Muse, (5) Sala dei Cavalli, (6) Camera di Psiche, (7) Camera dei venti, (8) Camera delle Aquile, (9) Loggia di Davide, (10) Camera degli Stucchi), (11) Camera di Cesare, (12) Camera dei Giganti, (13) Vestibolo, (14) Camera di Attilio Regolo, (15) Loggia, (16) Grotta, In Guida Rossa Lombardia Touring Club Italiano

Le facciate esterne sono su due livelli (registri), uniti da paraste lisce doriche di ordine gigante. Gli intercolumni variano secondo un ritmo complesso.
Tutta la superficie esterna è trattata a bugnato (comprese le cornici delle finestre e delle porte) più marcato al primo registro:
- Il primo registro bugnato, ha finestre rettangolari incorniciate da conci sporgenti (bugne rustiche).
- Il secondo registro ha un bugnato più liscio e regolare, con finestre quadrate senza cornice

Il cortile interno segue anch'esso un ordine dorico ma qui su colonne (semicolonne) di marmo lasciate quasi grezze sormontate da una possente trabeazione dorica.
Qui la superficie parietale è trattata con un bugnato rustico non troppo marcato, regolare e omogeneo senza rilevanti differenze fra primo e secondo registro.
G. Romano ispirandosi a un linguaggio architettonico classico, lo reinterpreta creando un'opera con un ricco campionario di invenzioni stilistiche, reminiscenze archeologiche, spunti naturali e decorativi, quali ad esempio:
- colonne giganti doriche inglobate in superfici parietali trattate a blocchi di pietra a superficie rustica
- alcuni conci del triglifo cadenti nel fregio della trabeazione che circonda e corona il cortile quadrato. Lo si può notare nelle facciate sull'asse longitudinale (ossia nord-ovest e sud-est), al centro di ogni intercolumnio un triglifo che sembra scivolare verso il basso, come fosse un concio in chiave d'arco; su questi due lati anche gli intercolumni, come all'esterno, non sono tutti uguali. Questi dettagli spiazzano l'osservatore e danno una sensazione di non finito all'insieme.

Pare che il palazzo fosse, in origine, dipinto anche in esterno, ma i colori sono scomparsi mentre rimangono gli affreschi interni eseguiti dallo stesso Giulio Romano e da molti collaboratori.
Oltre agli affreschi le pareti erano arricchite da tendaggi e applicazioni di cuoio dorate e argentate, le porte di legni intarsiati e bronzi e i caminetti costituiti di nobili marmi.
I terremoti dell'Emilia del 2012 hanno provocato danni ad alcune sale del palazzo gonzaghesco.

### Interno

#### Ingresso
L'atrio che accoglie il visitatore è a pianta rettangolare, tripartito e ricorda l'atrium della domus vitruviana cinquecentesca a Roma. Il soffitto è una volta a botte centrale, decorata da cassettoni ottagonali ed è sorretta da quattro colonne dal fusto sbozzato, con base e capitello rifiniti; queste colonne non sono finite e non si tratta di un finto rustico ma di vera pietra, nello specifico si tratta di calcare detto "bronzetto di Verona".

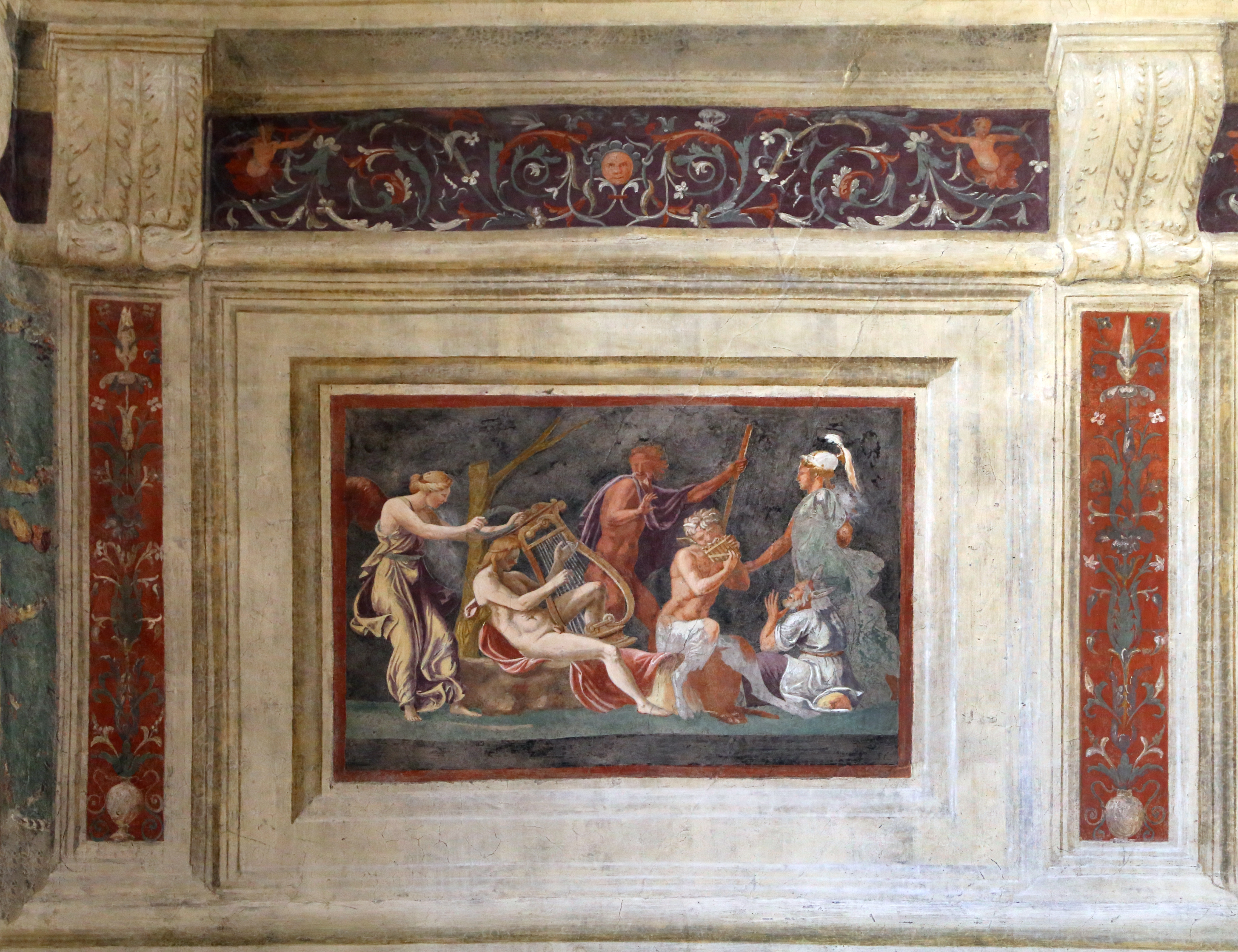
Anselmo Guazzi e Agostino da Mozzanica, decorazioni del camerino delle Metamorfosi di Ovidio, 1527: Disfida di Apollo e Marsia.

L'ingresso principale si posiziona nell'ala occidentale, che è priva di decorazioni ed adibita a servizi. Infatti alla destra dell'atrio è possibile trovare due locali definiti nel Cinquecento come "tinello pubblico" e "tinello privato per li ufficiali", ovvero sale da pranzo per il personale al servizio del principe.

#### Camera di Tiziano
Questo ambiente è dedicato all'accoglienza dei visitatori, che possono raccogliere informazioni riguardanti il palazzo grazie ad alcuni pannelli posti alle pareti. Nella vetrina è esposto il Ritratto di Giulio Romano ad opera di Tiziano.

#### Camera di Ovidio, o delle Metamorfosi
Questo ambiente, detto "camerino" per le ridotte dimensioni, costituisce la seconda stanza di un appartamento che ha la camera del Sole e della Luna come ingresso. Il camino è di marmo rosso di Verona, sormontato da una cappa di stucco a finto marmo che riporta la scritta "F(edericus) II G(onzaga) M(archio) M(antuae) V", ovvero Federico II Gonzaga quinto marchese di Mantova. La parte pittorica occupa il fregio e a partire dalla parete d'ingresso i soggetti ispirati alla mitologia sono: Orfeo agli Inferi,  Punizione di Marsia , Il giudizio di Paride, Bacco e Arianna, Danza di satiri e menadi, La sfida tra Apollo e Pan, Dioniso ebbro, Menadi che tormentano un satiro. Il soffitto originale ha subito vari danni a causa dell'utilizzo della stanza come abitazione, avvenuto fino al Novecento inoltrato. L'ambiente era esaltato dall'utilizzo di arazzi alle pareti, collocati al di sotto delle decorazioni, dove oggi predomina il vuoto delle pareti. Nel quadretto a destra della finestra si può notare una rappresentazione dello stesso Palazzo Te in costruzione.

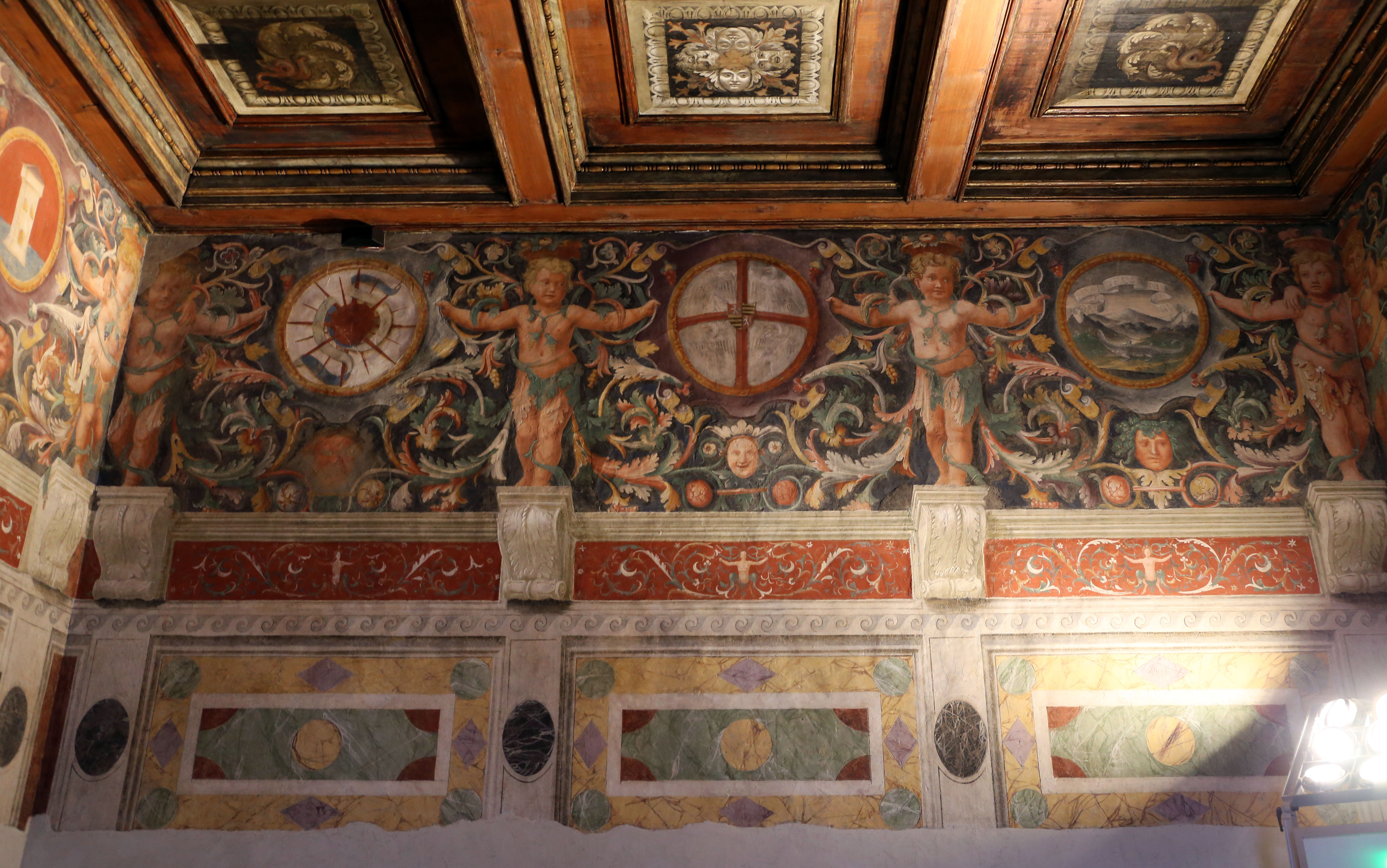
Sala delle Imprese.

#### Sala delle Imprese
Questo ambiente prende il nome dal soggetto rappresentato nelle decorazioni, ovvero le "imprese" dei Gonzaga. L'impresa è un emblema costituito da un'immagine e un motto, poteva essere utilizzata per esprimere valori cari a chi la utilizzava. Sulla parete opposta alla finestra si può trovare lo stemma dei Gonzaga caratterizzato dalle quattro aquile. L'impresa del Monte Olimpo è strettamente legata al committente per creare un collegamento tra il monte e la dimora che stavano costruendo, ragione della nascita del mito dell'invidia degli dei per una dimora destinata al piacere degli uomini; l'impresa del ramarro invece fa riferimento alla passione amorosa e ai tormenti sentimentali del duca.

#### Sala del Sole e della Luna

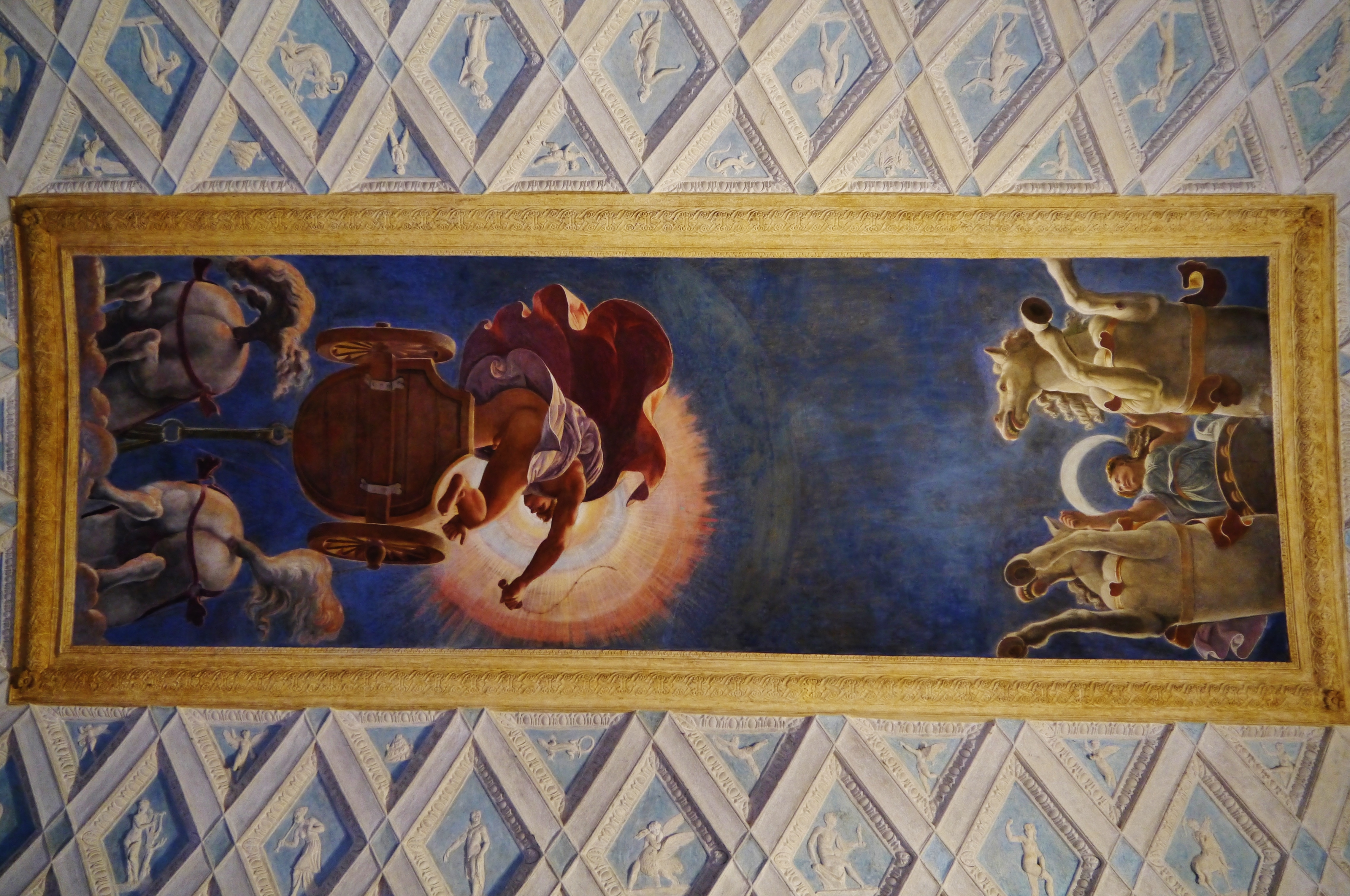
Sala del Sole e della Luna

Prende il nome dall'affresco centrale della volta che raffigura i carri del Sole e della Luna, questo appare come una finestra dove il cielo e solcato dai carri delle due figure. Citata come "salotto" nei documenti, la camera aveva la funzione di introdurre gli ospiti alle salette più riservate delle Imprese e di Ovidio. Alla sommità dell'ampia volta a schifo si apre uno sfondato prospettico che raffigura l'allegoria del carro del Sole al tramonto e quello della Luna che spunta, metafora del trascorrere incessante del tempo. Una lunga tradizione vuole che l'affresco sia stato eseguito dal più brillante allievo di Giulio Romano: il bolognese Francesco Primaticcio. Pur in mancanza di certezza documentale, la qualità dell'opera non contraddice tale opinione. Le vele della volta sono decorate a lacunari (192 tra losanghe e triangoli ai bordi della composizione) con rilievi di stucco, su fondo celeste, raffiguranti uomini, animali, emblemi e le imprese del Ramarro e del Monte Olimpo, predilette da Federico II. Le raffigurazioni sono tratte dal repertorio classico: monete e gemme, di cui Giulio Romano era collezionista. Il soffitto e il cornicione sottostante, analogamente alle altre decorazioni di quest'ala del palazzo, sono collocabili agli anni 1527-28.

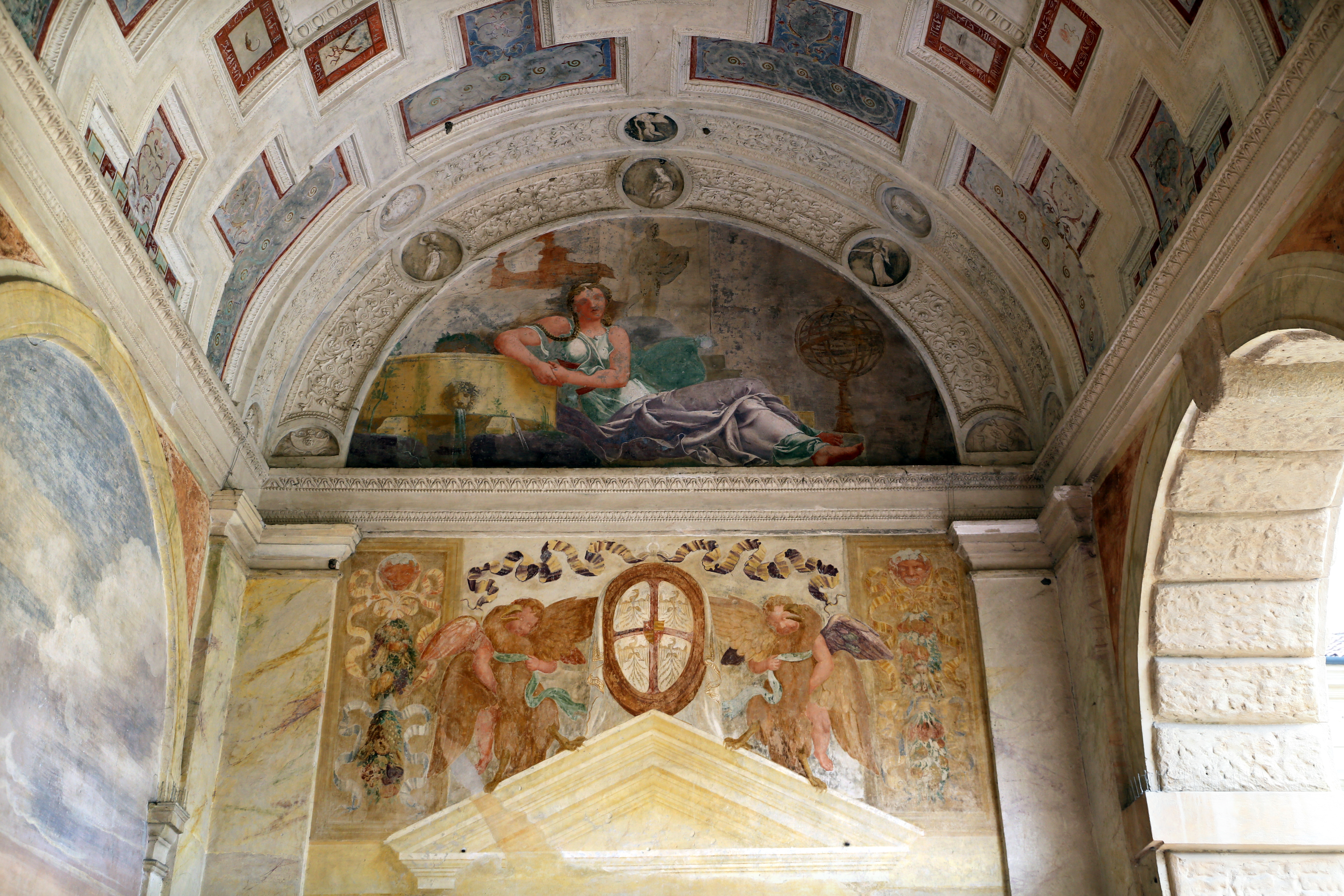
Particolare della Loggia delle Muse.

#### Loggia delle Muse
Questo luogo viene ideato con lo scopo di mostrare al visitatore i più alti simboli e le più prestigiose figure del mondo antico, che avevano ispirato la decorazione dell'intero palazzo. Nella lunetta della parete ovest si trova un affresco di Apollo e il famoso cavallo alato Pegaso; nella volta sono rappresentate le dee delle arti e delle scienze. Nella lunetta ad est invece si può osservare la vasca di una fonte, al centro della quale emerge il capo laureato del poeta Virgilio, nativo della città; la figura femminile appoggiata alla vasca è la personificazione di Mantova. Le pareti, invece, sono molto danneggiate ma rappresentavano due episodi del mito di Orfeo e Euridice tratti dalle Georgiche di Virgilio e dalle Metamorfosi di Ovidio. Le raffigurazioni sovrastanti le porte d'ingresso agli appartamenti riportano lo stemma dei Gonzaga accompagnato da una coppia di Amorini che cercano di domare delle aquile, simbolo della famiglia mantovana.

#### Sala dei Cavalli

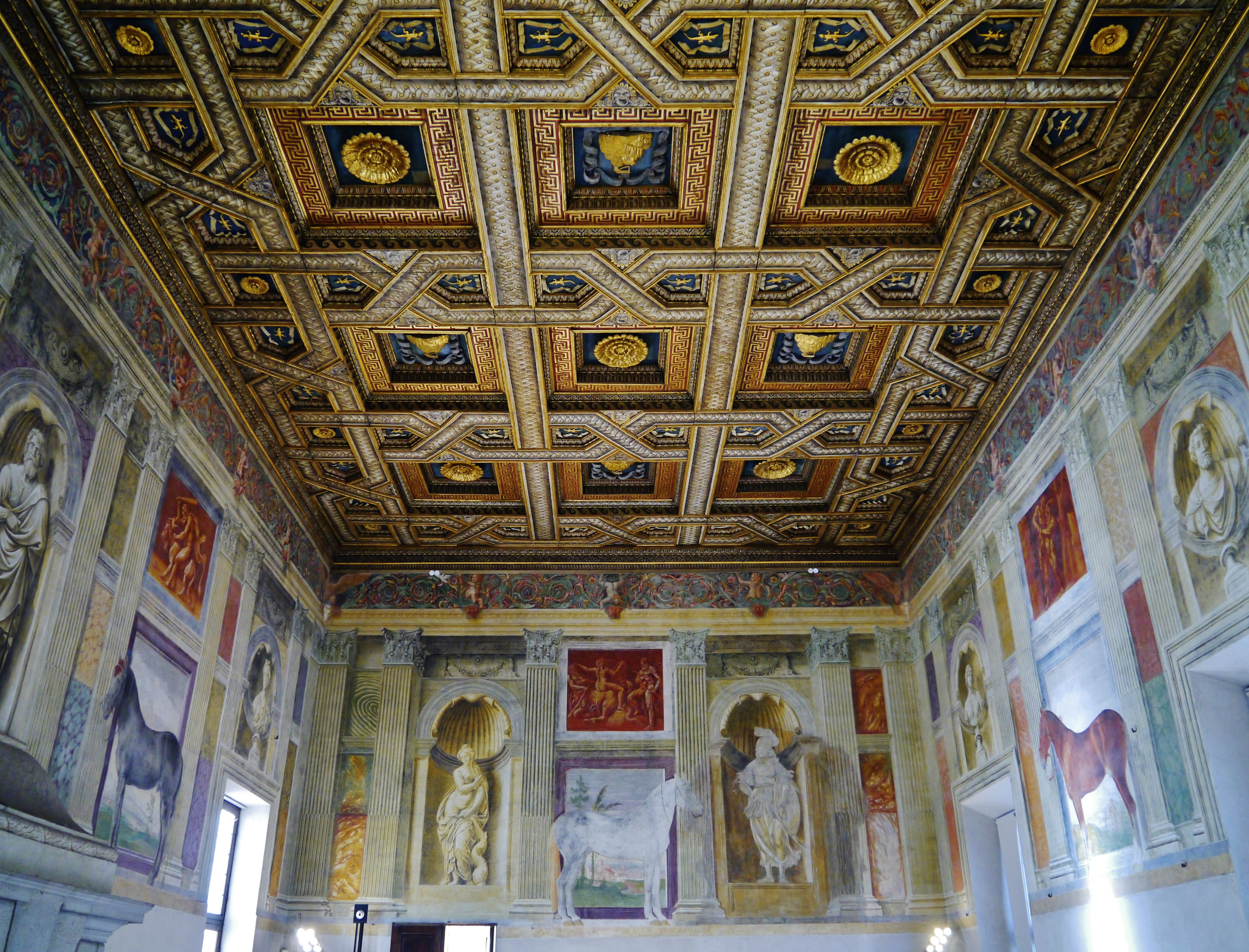
Sala dei Cavalli.

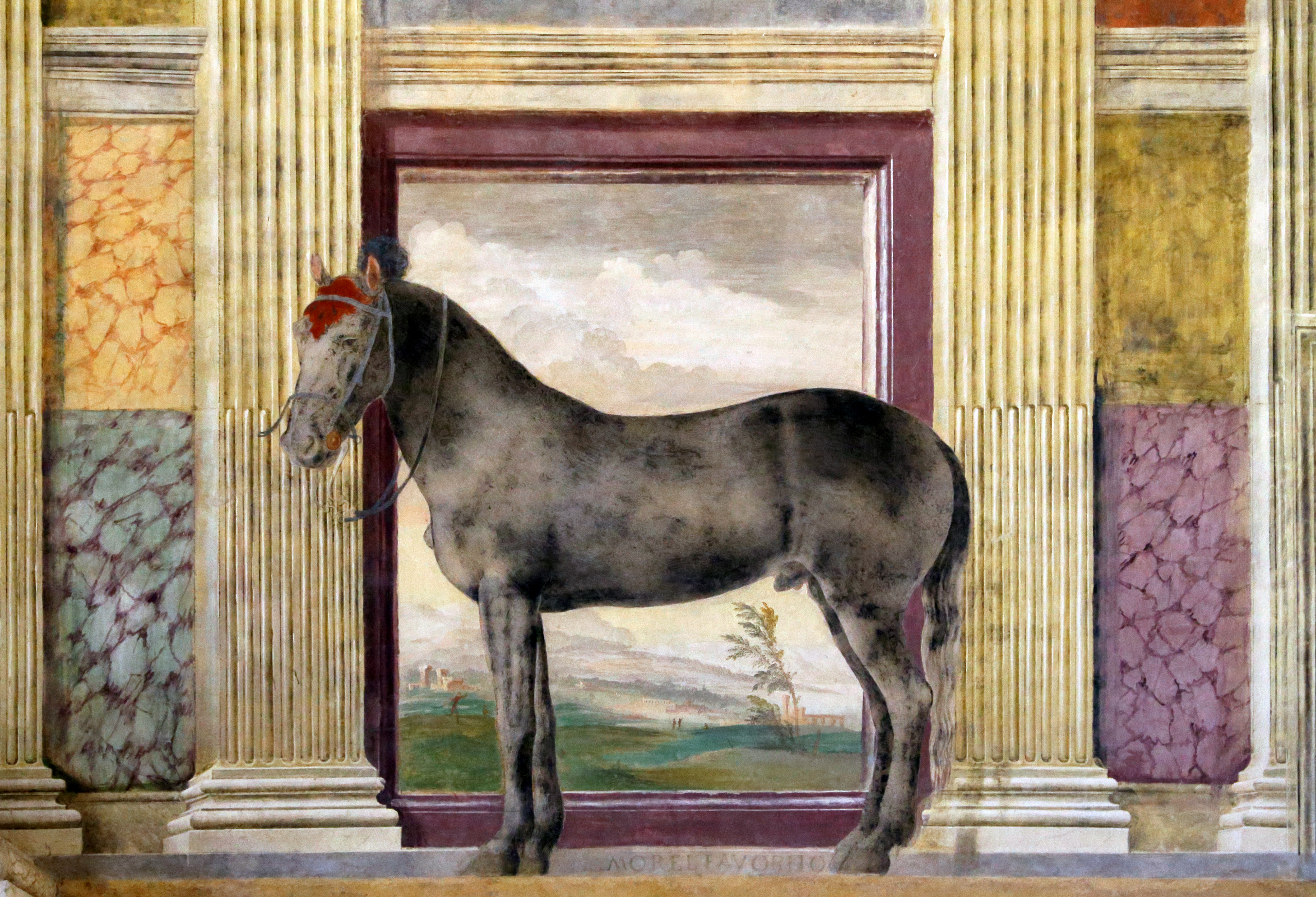
Morel Favorito, uno dei cavalli che conferiscono il nome alla sala.

Con i ritratti in grandezza naturale dei sei destrieri preferiti dei Gonzaga era la sala destinata all'accoglienza degli ospiti e alla celebrazione degli eventi più importanti. I cavalli sono dipinti a dimensione naturale e spiccano in tutta la bellezza delle loro forme su un paesaggio naturale che si apre dietro alcune colonne corinzie dipinte e che alternano i purosangue a figure di divinità mitologiche in false nicchie.
Arrivano fino ai tempi moderni i nomi di quattro di questi purosangue: Morel Favorito, Glorioso, Battaglia e Dario; due di questi recano ancora la scritta. 
Nella parte superiore delle campate si possono ammirare finti bassorilievi di bronzo che illustrano le fatiche di Ercole. Il soffitto in legno a cassettoni e rosoni dorati accoglie il monte Olimpo e la salamandra, i simboli del duca e il suo schema è ripreso dal pavimento donando simmetria all'ambiente (il pavimento non è rimasto l'originale del tempo).

#### Sala di Amore e Psiche

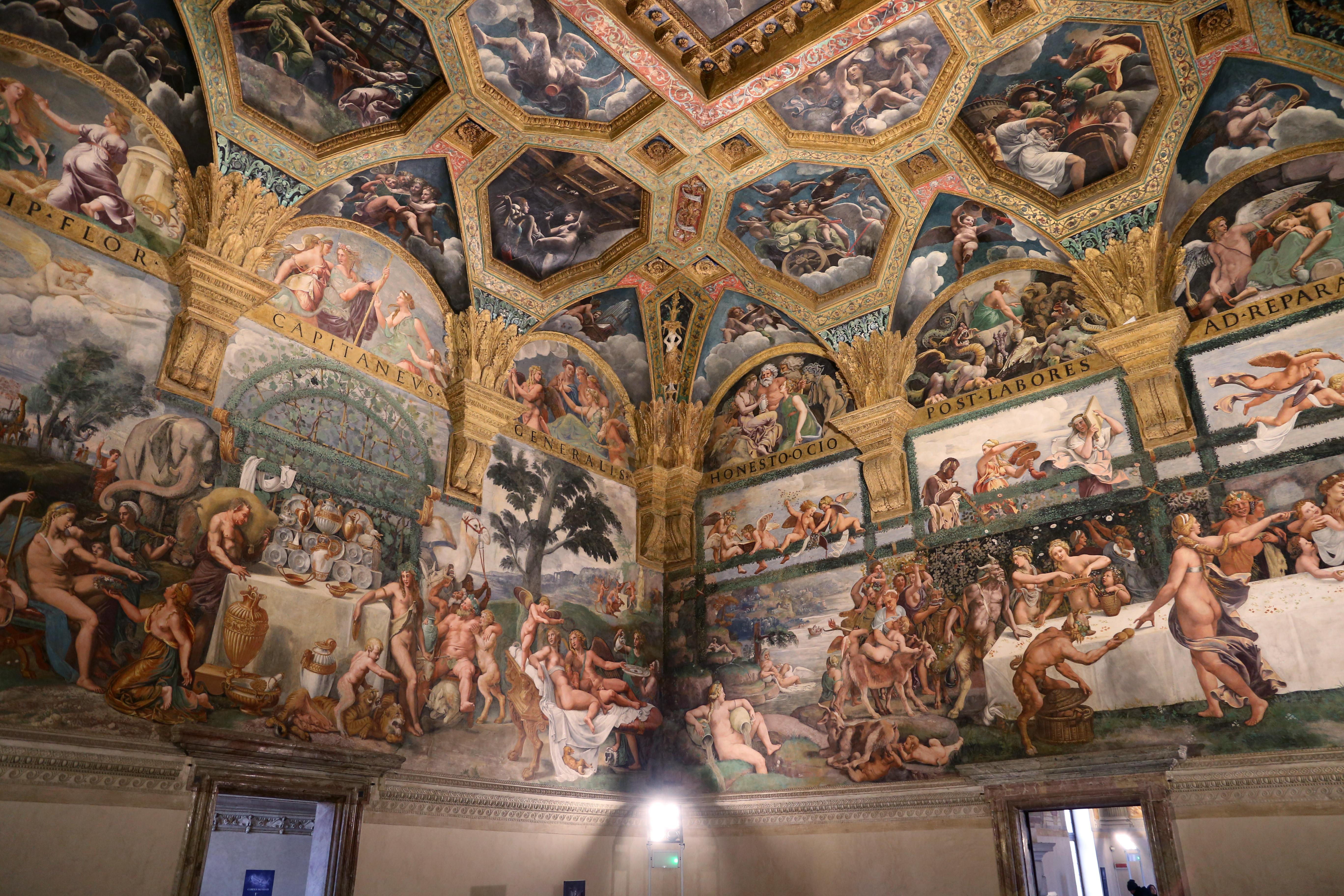
Sala di Amore e Psiche

Questa è la sala da pranzo del duca e l'ambiente più sontuoso della dimora, sia per la varietà dei temi rappresentati ma anche delle tecniche e dei materiali utilizzati. Interamente affrescata, ogni parete raffigura lussuriosa la mitologica storia di Amore e Psiche, ed è il simbolo dell'amore del duca per Isabella Boschetti. La fonte letteraria sono Le Metamorfosi di Apuleio, la cui storia viene narrata nelle lunette e sulla volta. Sulle pareti sud e ovest vengono rappresentati i preparativi di un banchetto in cui sono presenti Amore e Psiche, ma anche gli dei dell'Olimpo. Sulla parete nord sono raffigurati Il bagno di Marte e Venere a sinistra della finestra e Venere che trattiene Marte dall'inseguire Adone a destra. Nel riquadro superiore alla stessa finestra si trova una raffigurazione di Bacco e Arianna che si abbracciano sull'isola di Nasso. Al centro della parete dove si trova il camino è dipinto Polifemo con Galatea e Aci; sulla stessa parete nella parte superiore sinistra si trova l'incontro Giove e Olimpiade mentre nella parte superiore destra viene raffigurata Pasifae in procinto di accoppiarsi con il toro di cui si era innamorata. In questo caso il camino di marmo rosso di Verona reca la scritta "F(edericus) GONZAGA II M(archio) M(antuae) V S(anctae) R(omanae) E(cclesiae) C(apitaneus) G(eneralis)", ovvero Federico II Gonzaga quinto marchese di Mantova capitano generale di Santa Romana Chiesa. Da questa camera prende vita una serie di pavimenti a mosaico, eseguito successivamente tra il 1784 e il 1786.

#### Sala dei Venti o dello Zodiaco

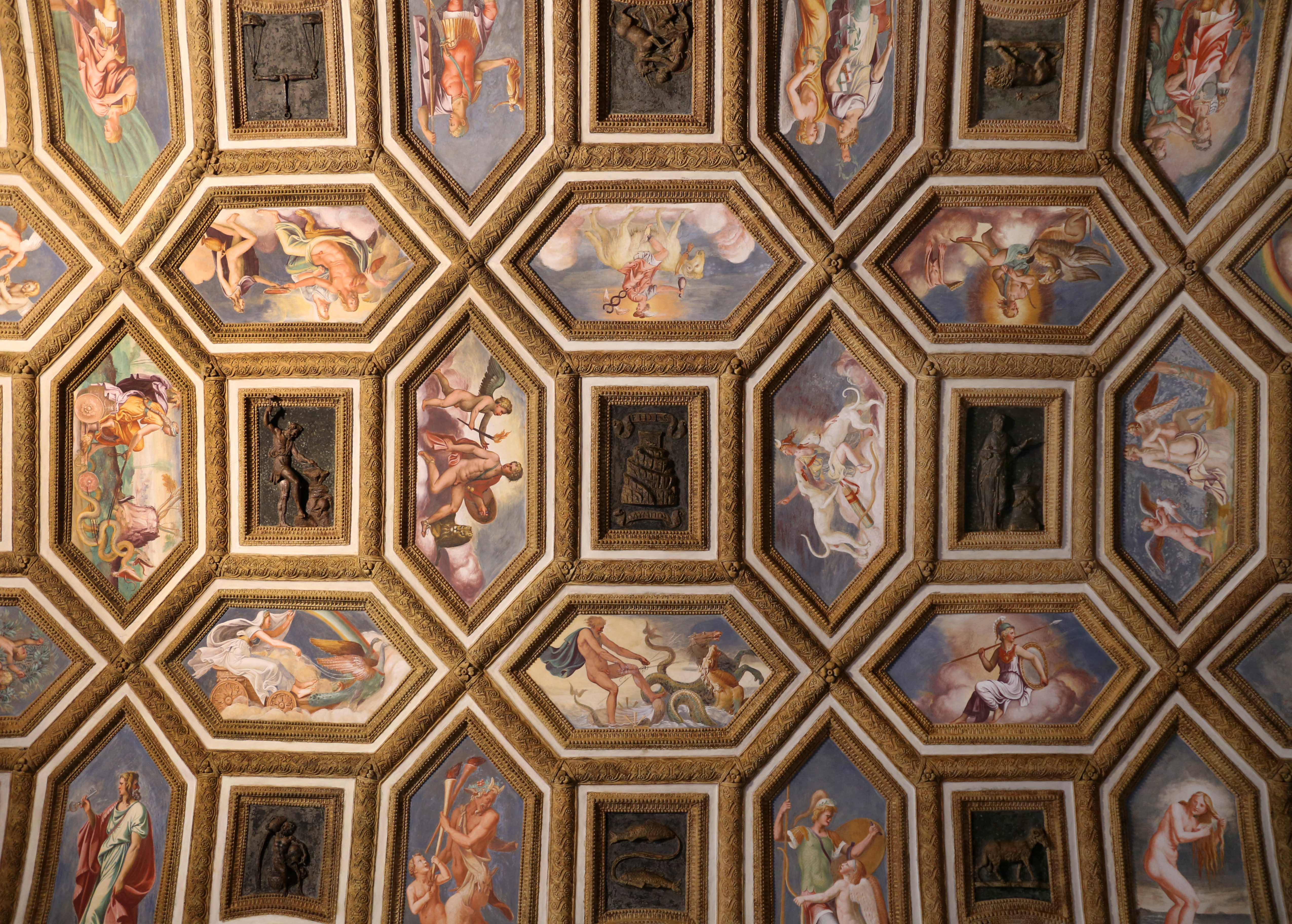
La volta della Sala dei Venti.

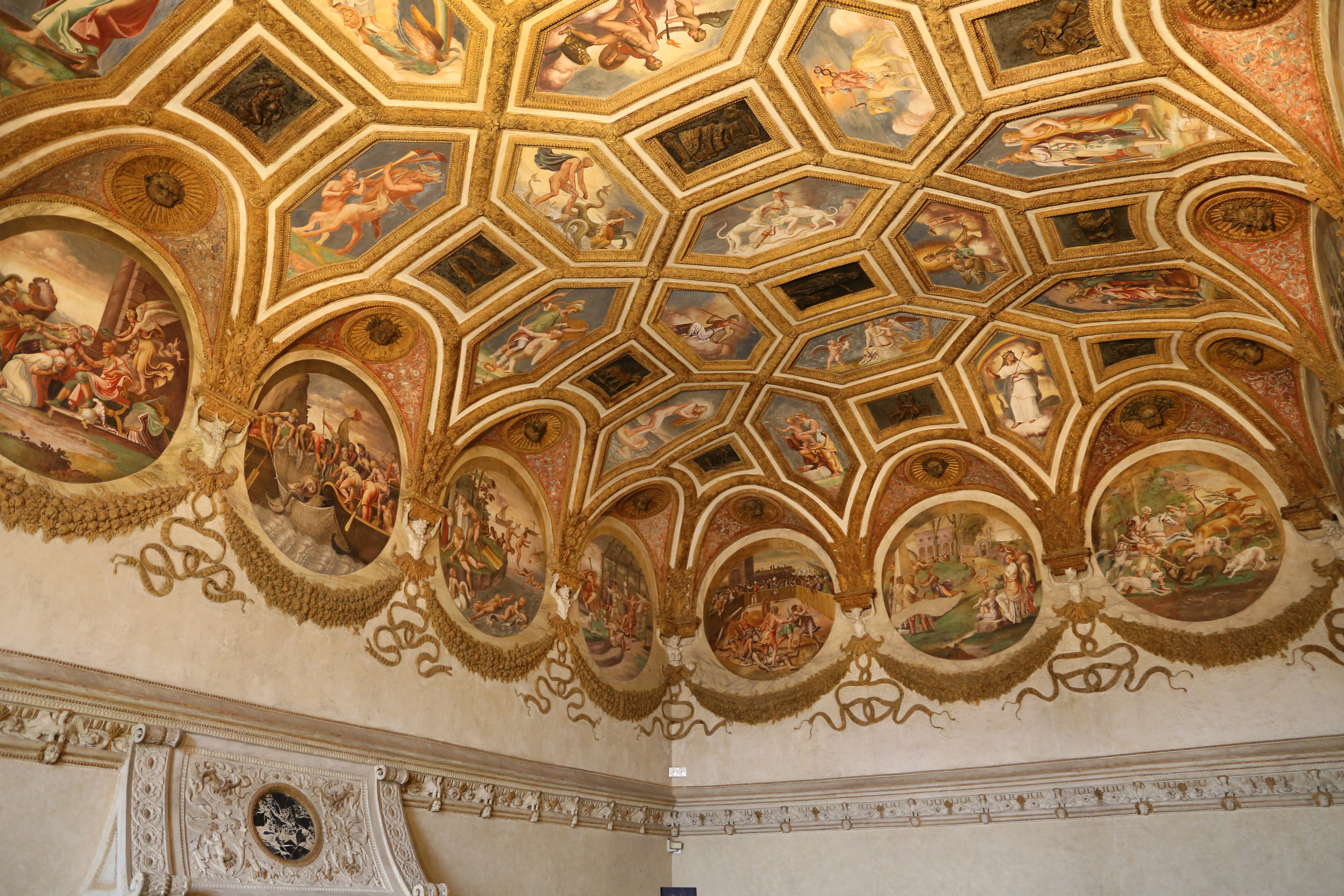
Sala dei Venti.

Questa camera deve il proprio nome alla presenza delle teste dei Venti che soffiano all'interno delle lunette del soffitto. Decorata fra il 1527 e il 1528, la sala riporta il tema dell'Astrologia. Sul soffitto, al centro della volta, è raffigurata l'Impresa dell'Olimpo. Nei tre riquadri centrali, in stucco a effetto bronzo, appaiono, al centro il Monte Olimpo, a sinistra Vulcano, e a destra Vesta. Attorno, in un primo registro, sono i dieci esagoni sono affrescati con le restanti Divinità. Il secondo registro vede esagoni affrescati con le personificazioni dei Mesi, intervallati da riquadri in stucco recanti i Segni zodiacali. In cima alle pareti, incastonati nelle lunette del soffitto, sono una serie di dodici grandi medaglioni che raffigurano l'Influsso delle Costellazioni associate ai Segni zodiacali.
L'iconografia dei Mesi è ricalcata sui Fasti di Ovidio e i Saturnalia di Macrobio. I miti astrali sono stati interpretati alla luce degli Astronomica di Manilio e dei Matheseos di Firmico Materno. Altre fonti sono i racconti di Igino e Arato. In questa sala la tipica scritta dedicatoria che si trova sui camini si trova invece sull'architrave
L'oroscopo della sala dei Venti rappresenta l'influenza delle stelle sulle attività degli uomini e venne realizzato seguendo gli studi dell'astrologo di corte Luca Gaurico.

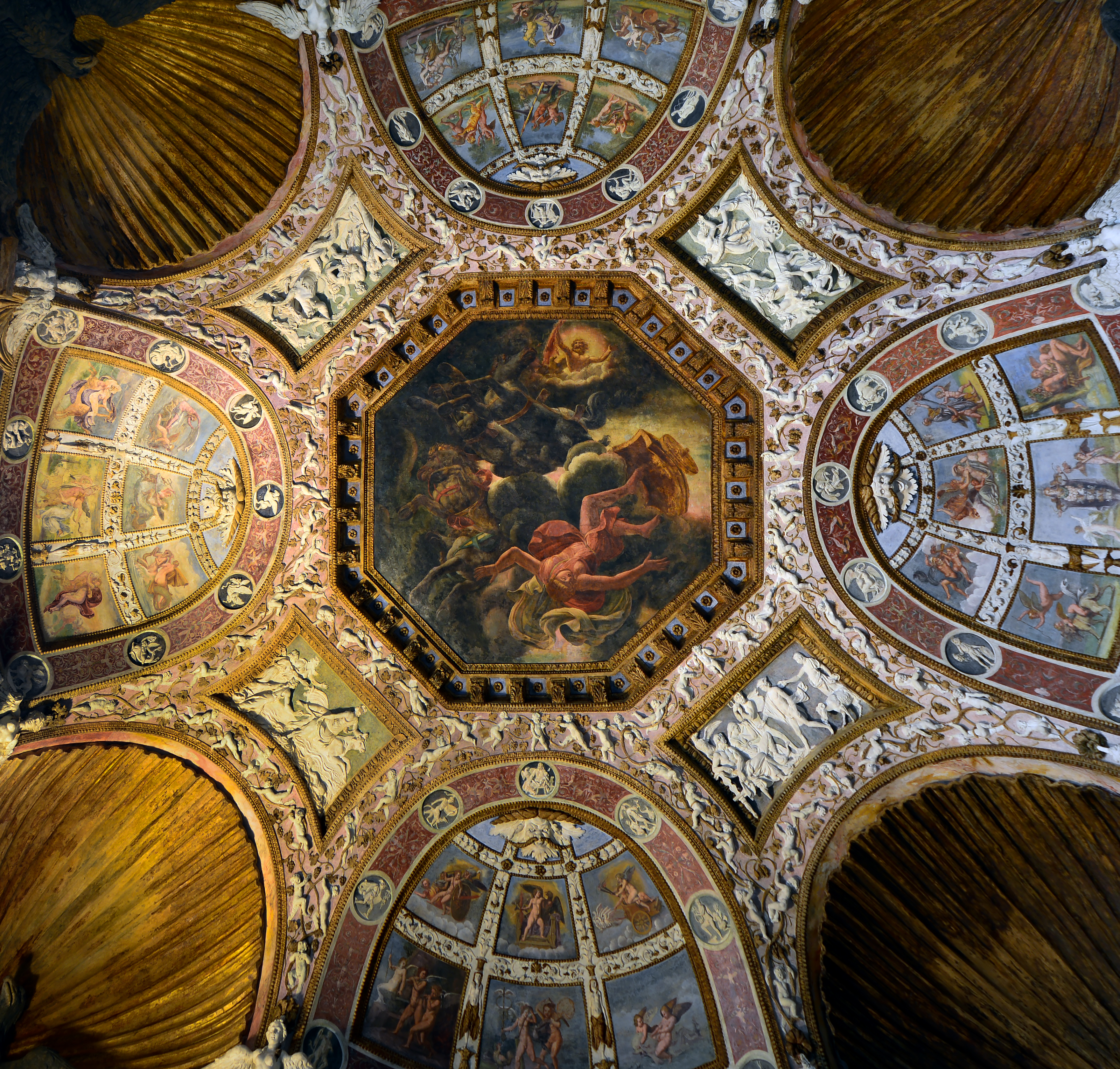
Sala delle Aquile

#### Sala delle Aquile

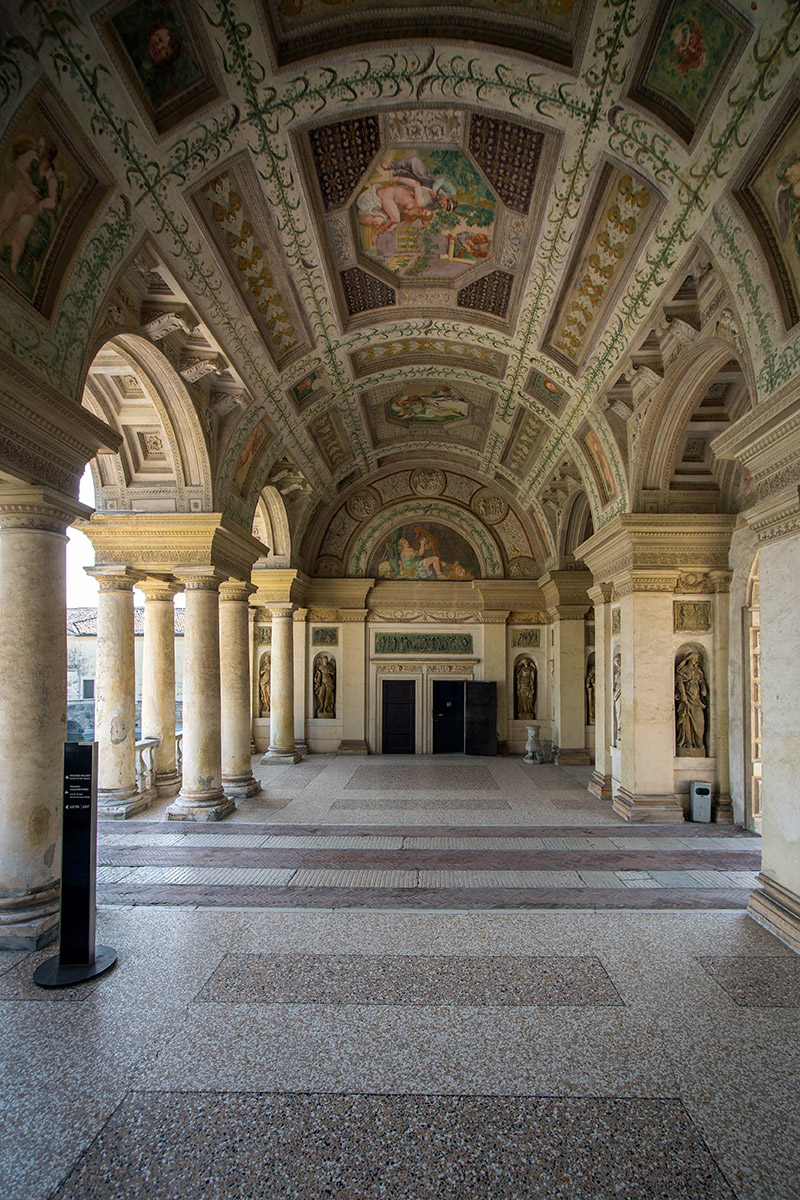
Loggia d'onore

Camera da letto di Federico ornata al centro della volta con l'affresco della caduta di Fetonte dal carro del sole, è finita da scuri stucchi di aquile ad ali spiegate nelle lunette agli angoli della stanza e affreschi di favole pagane. Secondo Verheyen, questo mito potrebbe alludere al racconto secondo il quale Fetonte cadde nel Po ed è proprio da questa regione che partì l'età dell'Oro.
Questa decorazione è la più minuziosa dell'edificio, qui si trova l'utilizzo di marmi molto pregiati e in origine anche di decorazioni dorate a foglia d'oro zecchino. Nei quattro riquadri che circondano l'ottagono centrale si trovano i seguenti episodi: Nettuno rapisce Anfitrite, Giove che rapisce Europa, Mercurio dinanzi a Giove, Giunone e Nettuno, Plutone rapisce Proserpina. Particolari sono i profili delle porte, creati con del marmo greco chiamato "portasanta" perché utilizzato anche per la Porta Santa della Basilica di San Pietro in Vaticano.
In alcune nicchie alle pareti troviamo tre busti di imperatrici romane che sorvegliavano il letto del marchese.

#### Loggia d'onore o di Davide
Questa è la loggia che si affaccia alle pescherie, parallela a quella “Grande” che segna l'ingresso del palazzo e mostra l'incantevole visuale del giardino che si chiude a nord con l'esedra. La volta è divisa in grandi riquadri con cornici di canne palustri nei quali è rappresentata la storia biblica di Davide, le prime decorazioni vengono realizzate in maniera provvisoria nel 1532. Tra il 1532 e il 1534 vengono completati gli ornati attuali. Le 14 nicchie furono impreziosite da altrettante statue in pietra raffiguranti la personificazioni delle Virtù tratte dalla Iconologia di Cesare Ripa, opera più volte pubblicata, dal 1593 al 1630. Fu nel 1653 il duca Carlo II Gonzaga Nevers a commissionare le statue in massima parte, nove, realizzate dallo scultore bolognese Gabriele Brunelli. Le ultime cinque statue furono realizzate nel 1805. Altresì la bottega del Brunelli eseguì bassorilievi insieme a Francesco Agnesini.

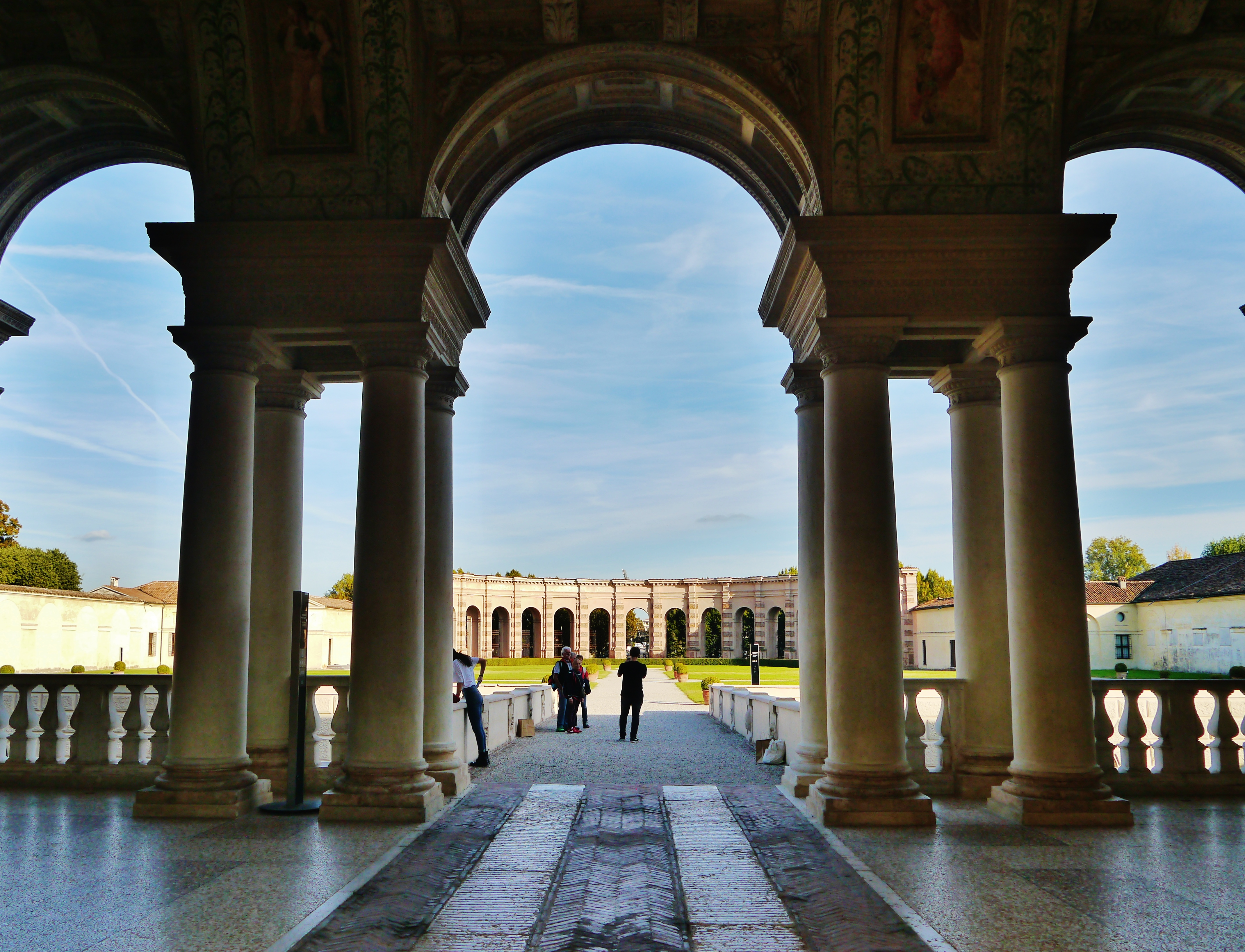
Veduta verso il giardino
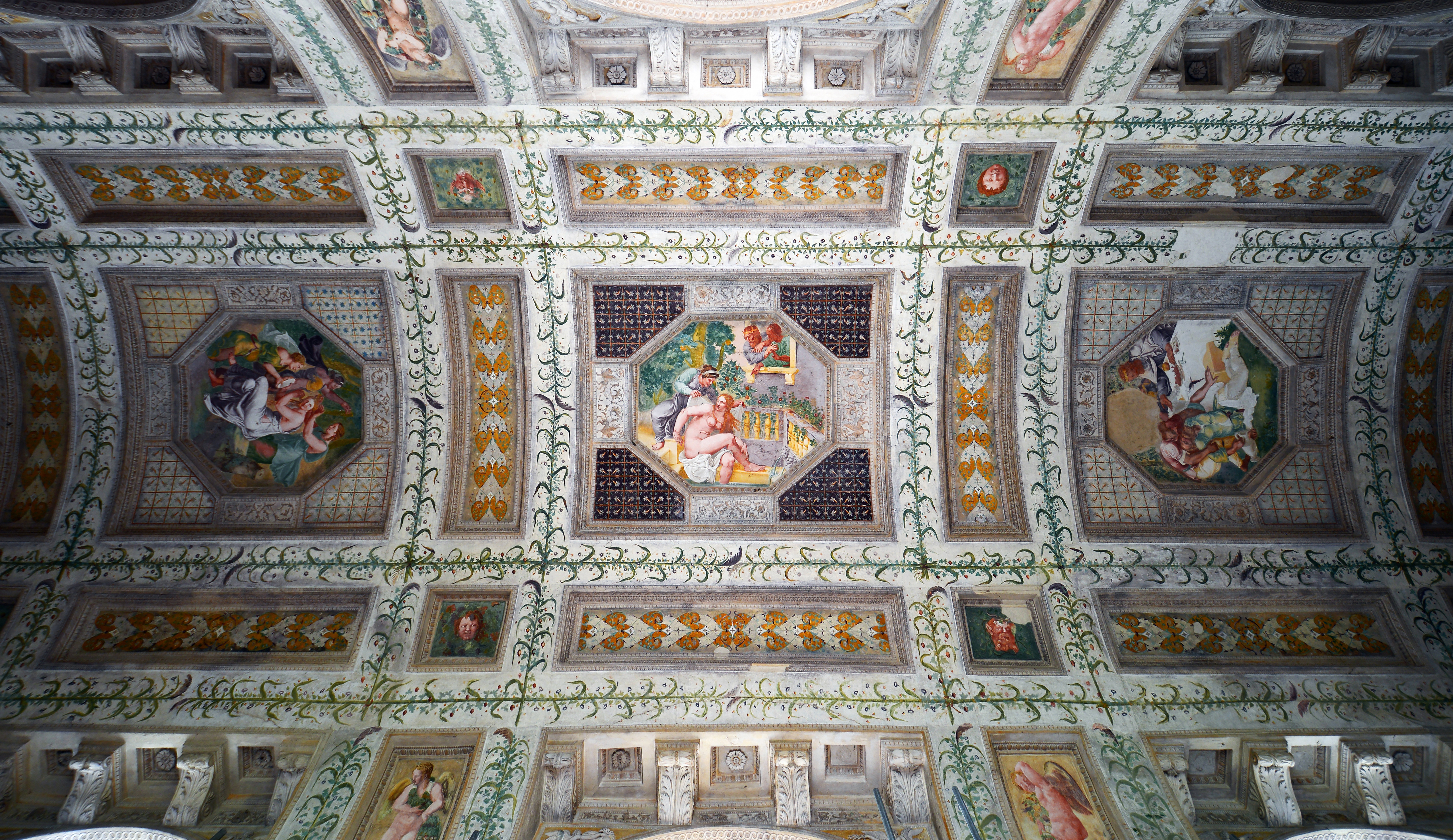
La volta
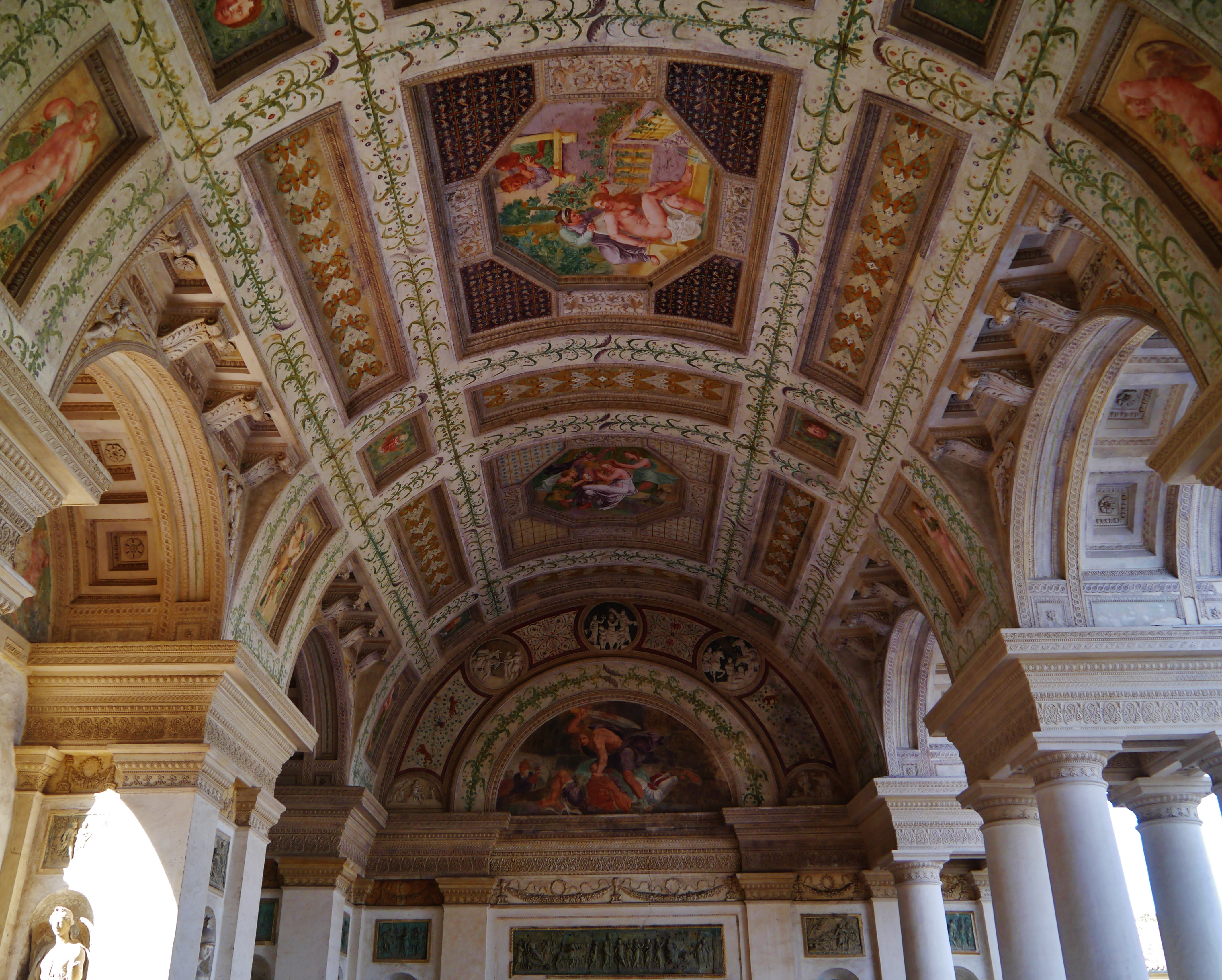
Particolare della volta
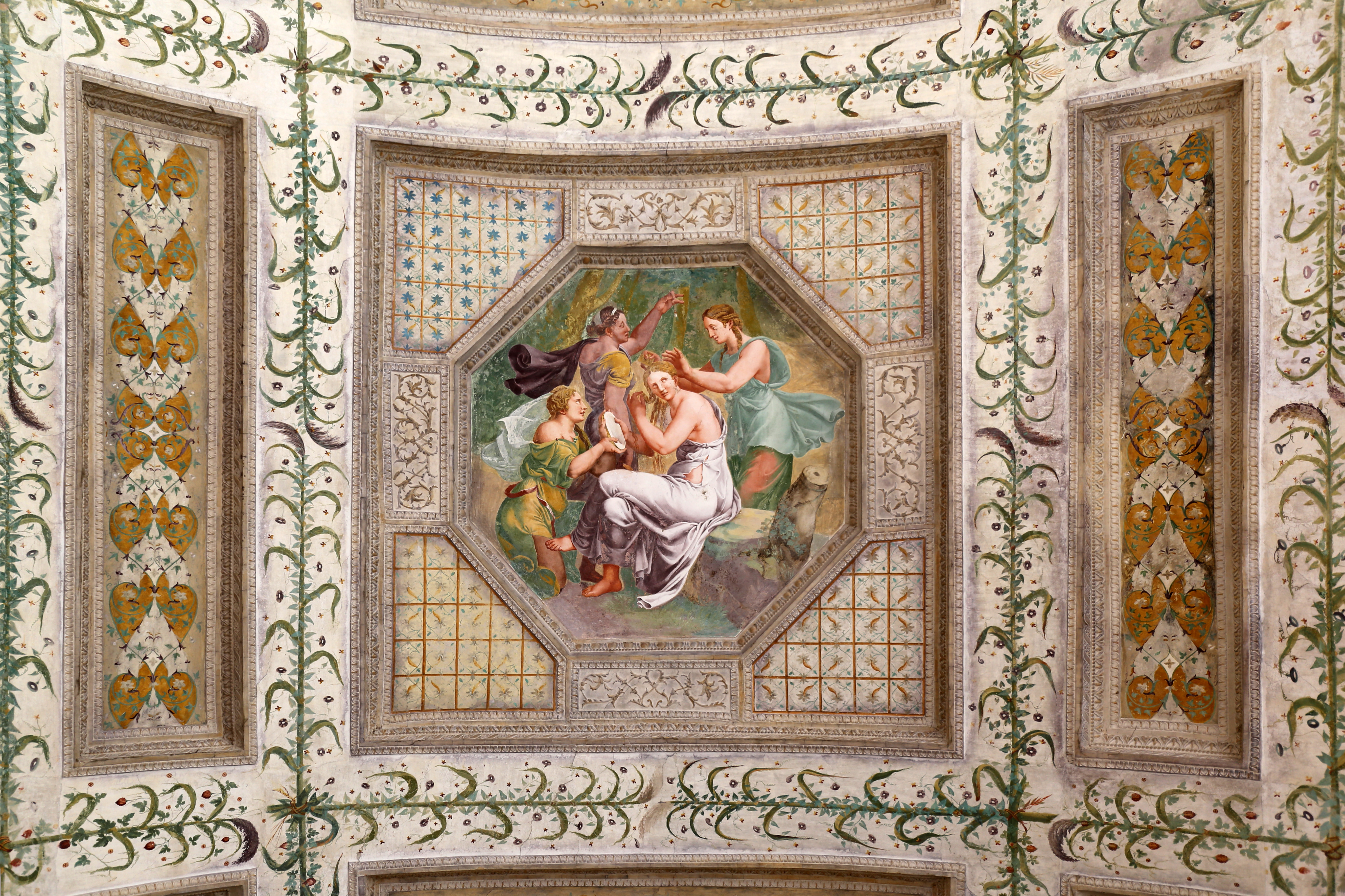
Particolare della volta: Toletta di Betsabea

#### Sala degli Stucchi o Sala dell'Imperatore
Sono salette chiaramente omaggianti l'imperatore Carlo V da cui Federico ottenne nel 1530 il titolo di duca. Questa sala è ad opera di Francesco Primaticcio ed è stata decorata tra il 1529 e il 1531. La volta a botte è decorata da 25 riquadri a bassorilievo e raffigurano personaggi della mitologia e della storia classica.
Nelle lunette si trovano figure ad altorilievo e a grandezza naturale di Ercole e Marte.
Alla base della volta troviamo un sontuoso fregio militare su due registri, che rappresenta un'ideale spedizione bellica romana, probabilmente ispirato alla Colonna Traiana.

#### Sala dei Cesari

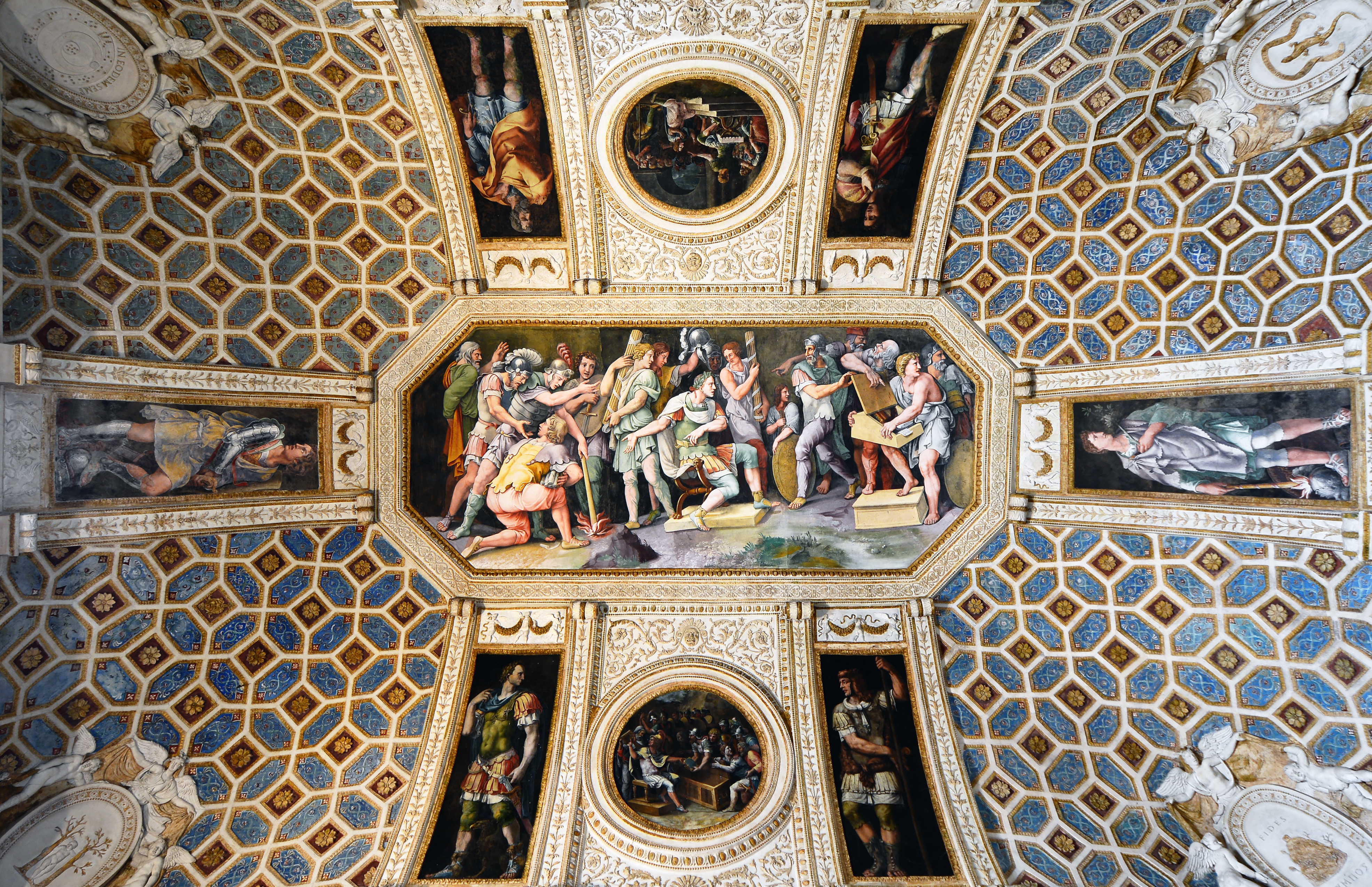
Sala dei Cesari: Cesare ordina di bruciare le lettere di Pompeo,.

In questo ambiente si trovano vari temi iconografici legati a figure storiche del mondo antico, che fungevano da maestri per la vita del committente. Al centro della volta è stato raffigurato l'episodio di Cesare che ordina di bruciare le lettere di Pompeo mentre nelle vele laterali troviamo raffigurazioni di imperatori e guerrieri come Alessandro Magno, Giulio Cesare, Augusto e Filippo II di Macedonia. Nelle zone degli angoli si trovano nuovamente dei riferimenti alle imprese gonzaghesche: boschetto, salamandra, Olimpo e Zodiaco.

#### Sala dei giganti

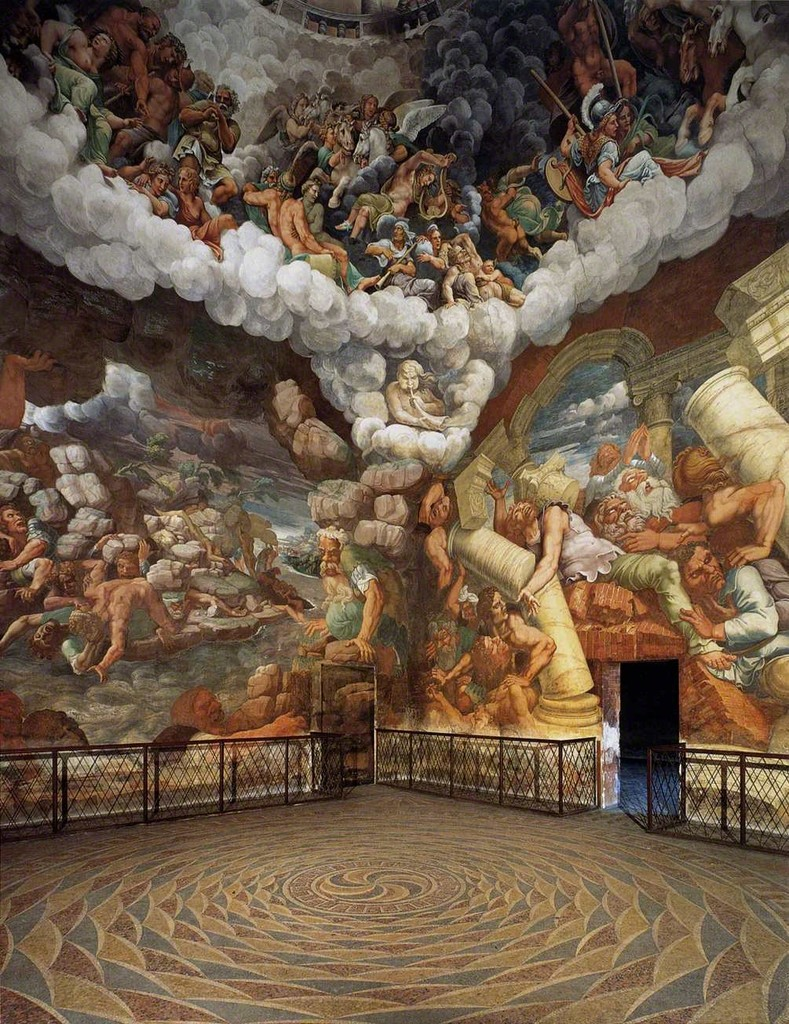
Sala dei giganti

L'affresco della Caduta dei Giganti fu dipinto fra il 1532 e il 1535 ricoprendo la sala dalle pareti al soffitto con l'illusionistica rappresentazione della battaglia tra i Giganti che tentano di salire all'Olimpo e Zeus. Qui Giulio Romano utilizza la pittura per creare un'illusione ottica che nasconde i limiti dell'architettura camuffando gli spigoli delle pareti e quelli tra pareti e volta, questo crea un ambiente totalizzante per lo spettatore. Su tutte le pareti si possono trovare scritte incise che risalgono fino al Cinquecento, passando anche per il Seicento attestato dalle firme dei lanzichenecchi che in quel periodo saccheggiarono la città.
Il crollo delle montagne che seppellirono i Giganti è simbolo delle sfide terribili che accompagnano l'ascesa al trono imperiale di Carlo V d'Asburgo. Alleato della famiglia Gonzaga, è alla ricerca di una pacificazione europea, costruita su azioni diplomatiche e diversi viaggi in Italia tra cui i soggiorni a Mantova nel 1530 e nel 1532. La corte di Federico II Gonzaga partecipa alla grande avventura di un'umanità che, sotto la guida di Carlo V rappresentato nelle sembianze di Giove, sconfigge i Giganti che la minacciano.

#### Camerino a crociera
Con questa camera ha inizio un doppio appartamento che si trova nell'ala sud del palazzo e si snoda attorno alla loggia meridionale. Questo ambiente era destinato ad uso privato ed è caratterizzato da una semplice volta a crociera.

#### Camerino delle Grottesche
In questo camerino si trovano delle incorniciature a stucco realizzate da Andrea de Conti nel 1533. Nei riquadri al centro delle invece sono rappresentati dei putti, sostenuti ai lati da putti più grandi.

#### Camerino di Venere
La decorazione di questa stanza è stata quasi interamente perduta, rimangono solo le grottesche realizzate da Gerolamo da Pontremoli. Il rettangolo al centro della volta riporta un tondo contenente Venere allo specchio assistita da Cupido.

#### Camera dei Candelabri

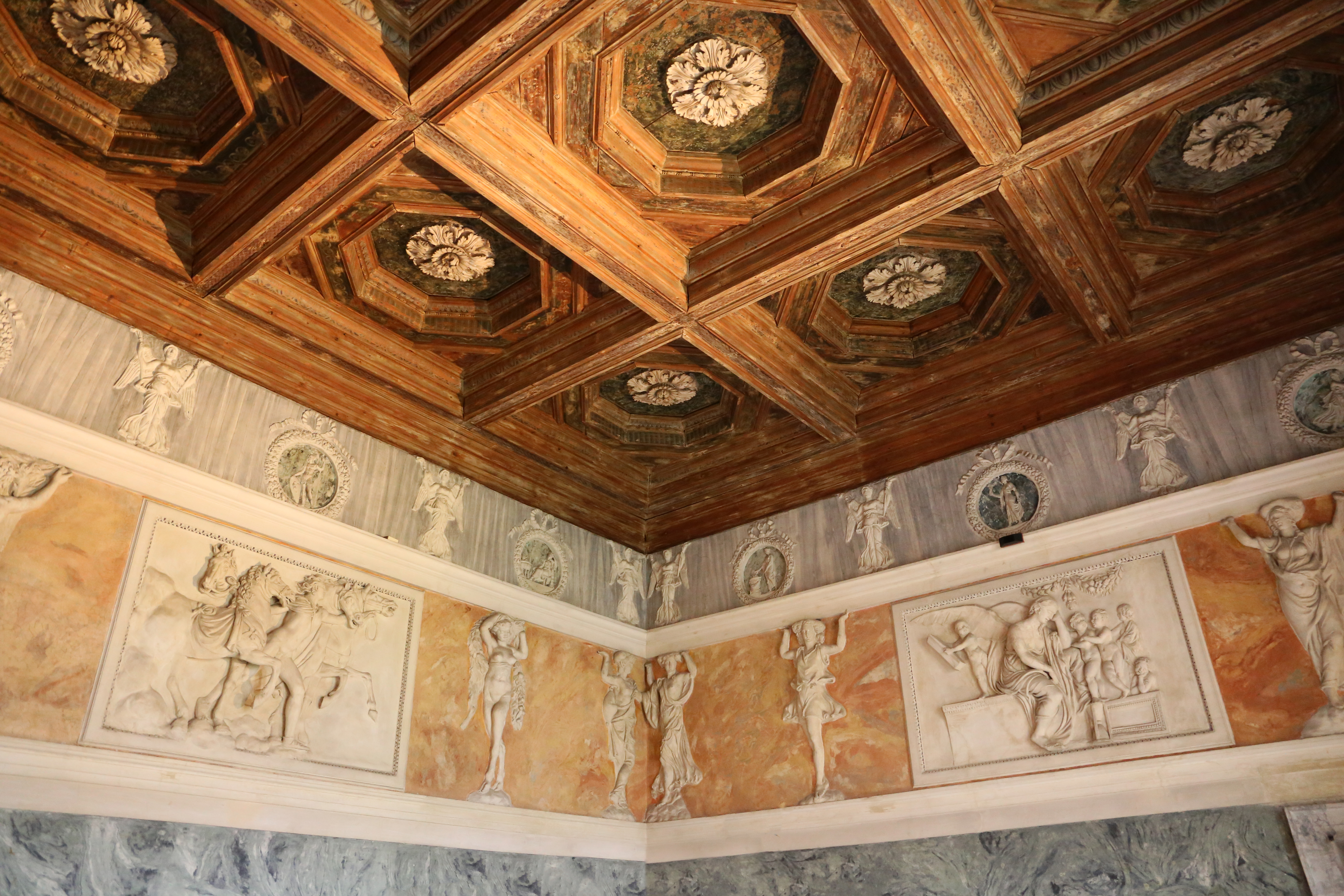
Camera delle Cariaditi.

Qui il fregio è ad opera di Giulio Romano, anche se ne modellano i rilievi sia Nicolò da Milano che Giovan Battista Mantovano. Mentre la decorazione pittorica è attribuibile ad Agostino da Mozzanica.

#### Camera delle Cariatidi
il nome prende ispirazione dalla presenza delle cariatidi che ornano le pareti, ma queste provengono da due ambienti di Palazzo Ducale in seguito all'intervento di Staffieri nei primi anni dell'800. Nei pannelli troviamo rappresentate tre parti della giornata: l'Aurora, il Giorno, e la Notte.

#### Loggia Meridionale
Il progetto iniziale prevedeva un ambiente simile alla Loggia delle Muse, nella seconda metà del Cinquecento però questo lato del cortile non era ancora stato coperto con la volta e rimase quindi un ambiente incompiuto.

#### Camera delle Vittorie
Nonostante questa stanza sia l'ultima dell'itinerario è stata la prima ad essere decorata, precisamente nel 1528. Al centro del soffitto si può osservare lo stemma Gonzaga nell'estetica precedente al 1530. In quattro degli otto cassettoni ottagonali vengono raffigurate delle scene di vita quotidiana, fatto unico nel palazzo.

Tutta questa parte della villa elogia, attraverso le pitture e i simboli dell'arte romana e del paganesimo dei miti dell'Olimpo, la figura dell'imperatore Carlo V, ma ecco palesarsi uno dei “segnali” celati di stampo politico, in tutte le vicende rappresentate l'attenzione posta sulla forza e l'importanza del grande Giove pare offuscarne il prestigio.

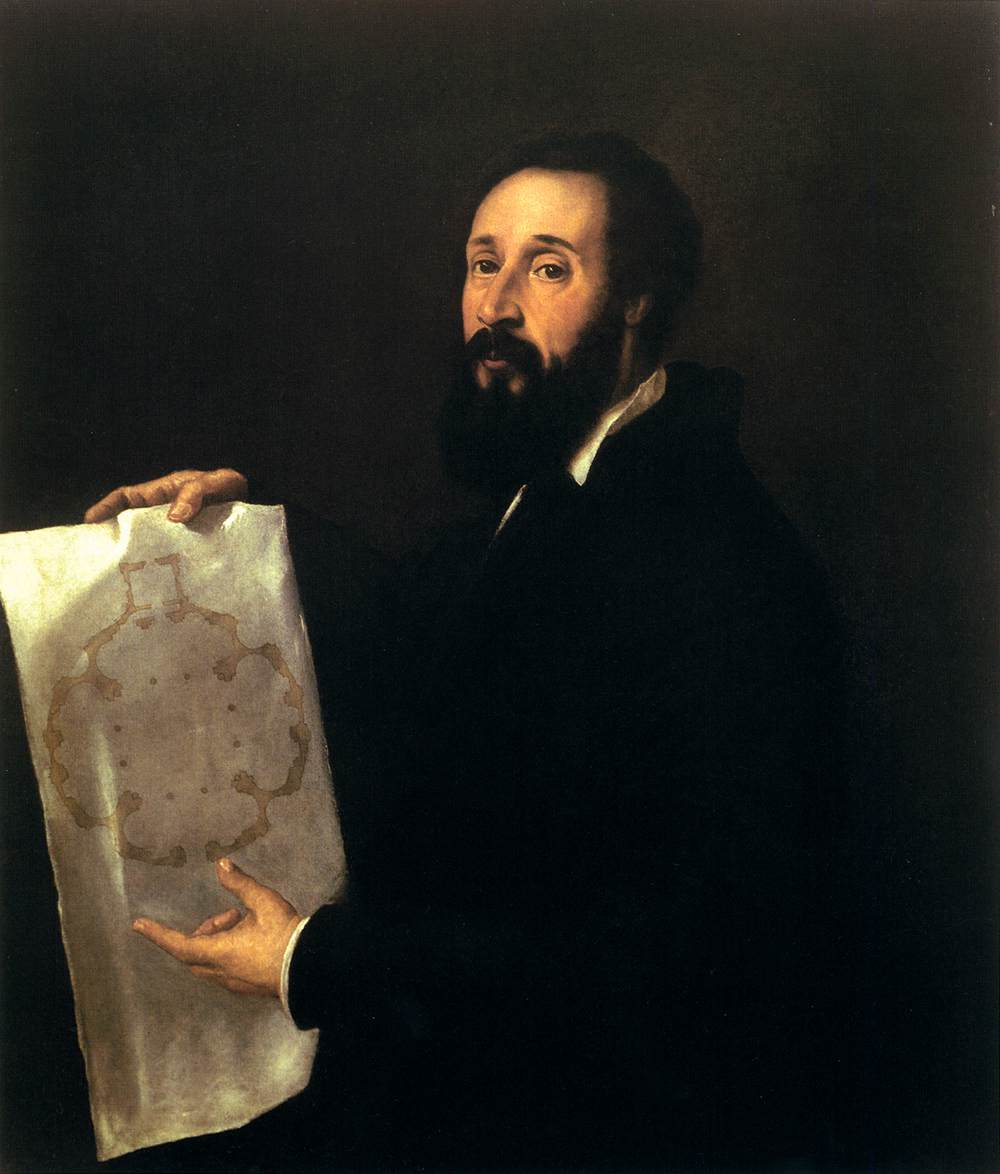
Ritratto di Giulio romano ad opera di Tiziano
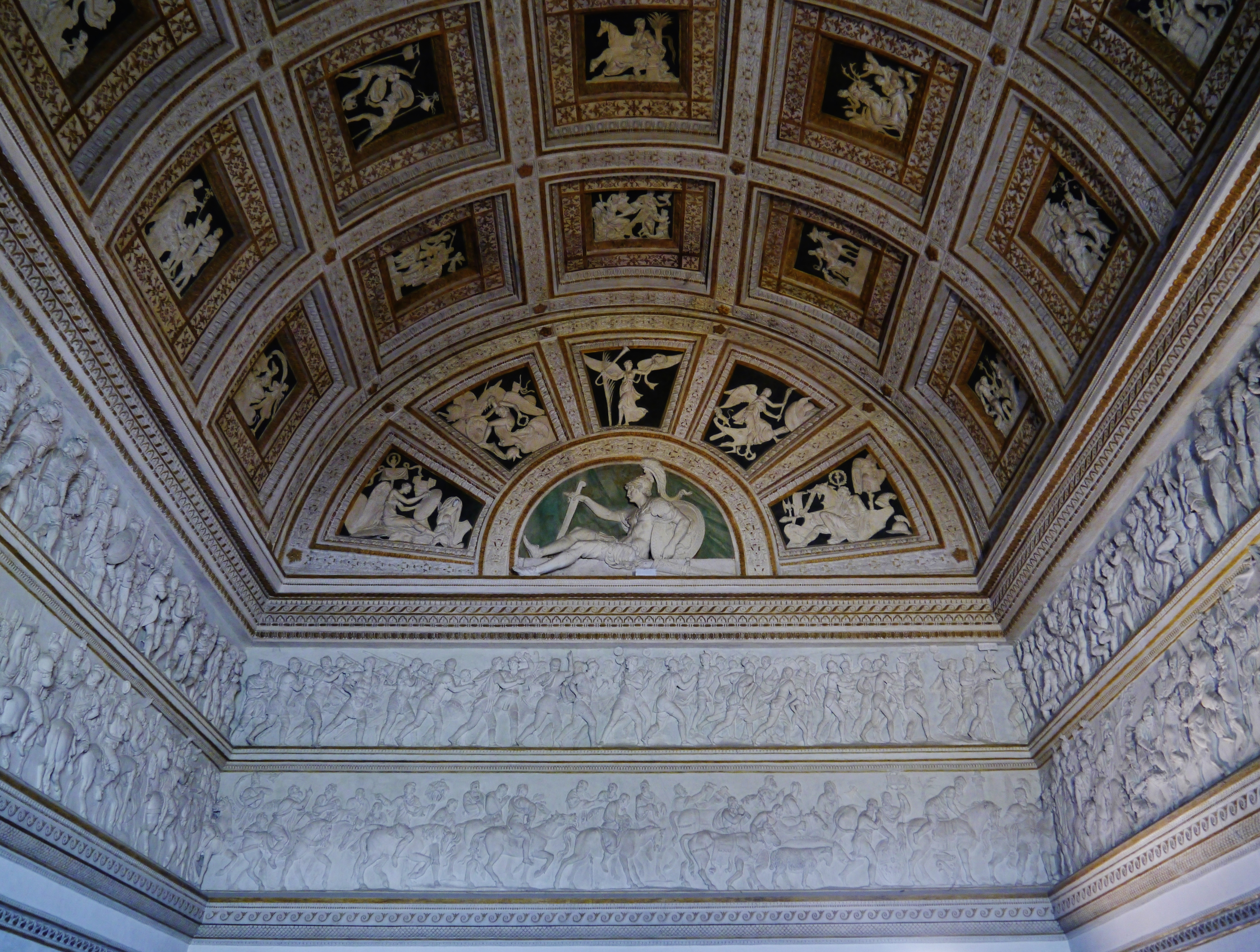
Sala degli Stucchi (o dei bassorilievi)
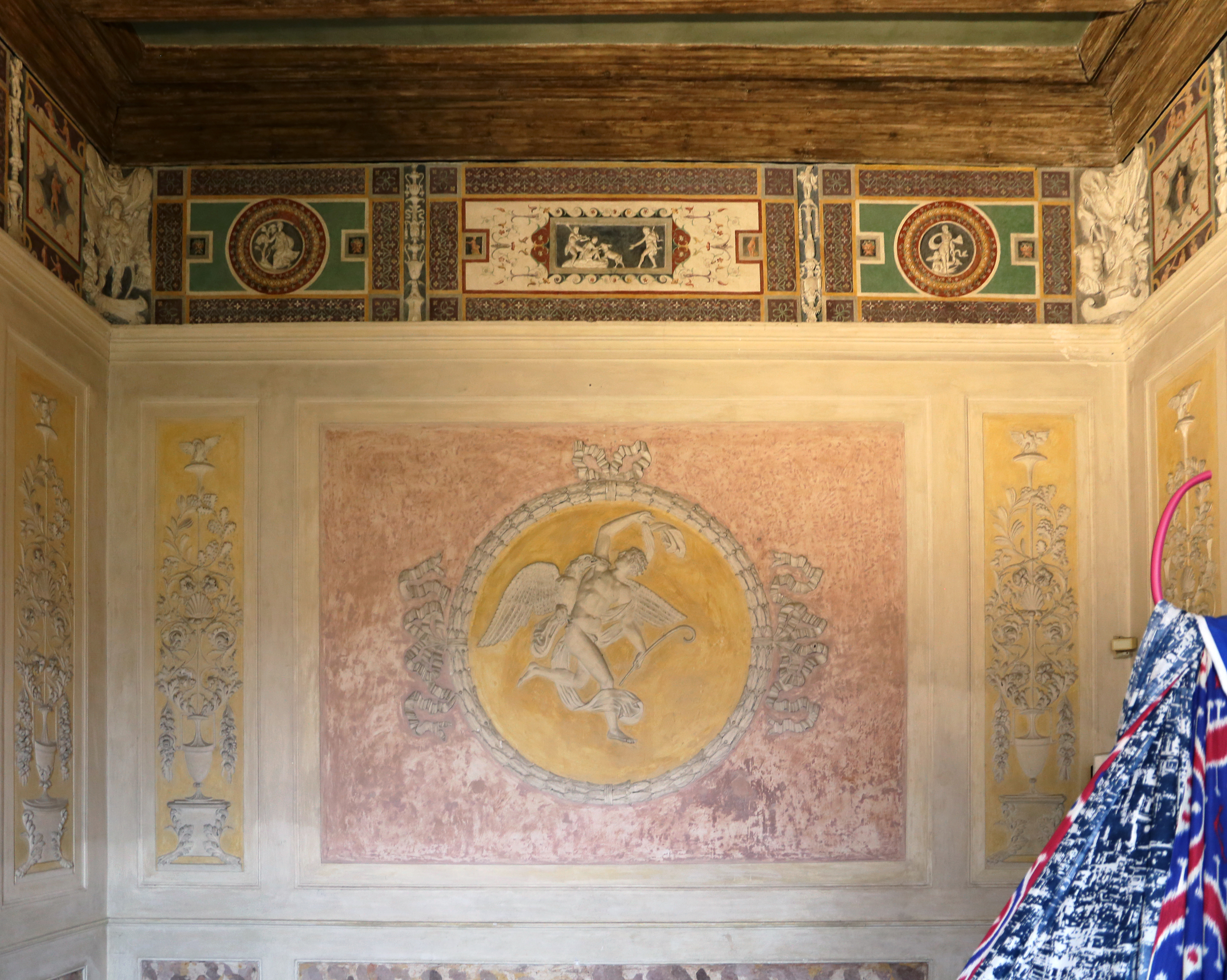
Sala dei Candelabri
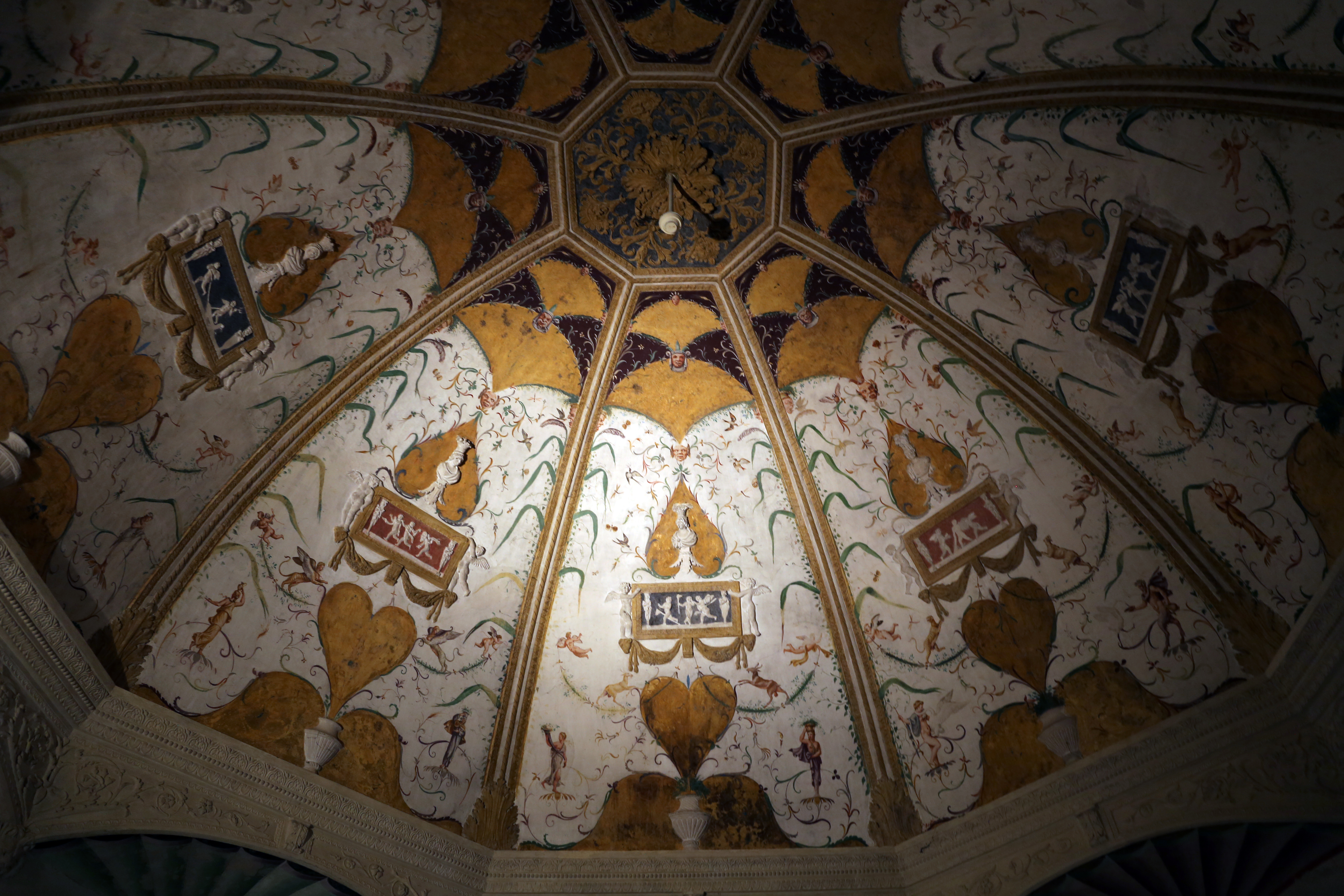
Volta della Sala delle Grottesche
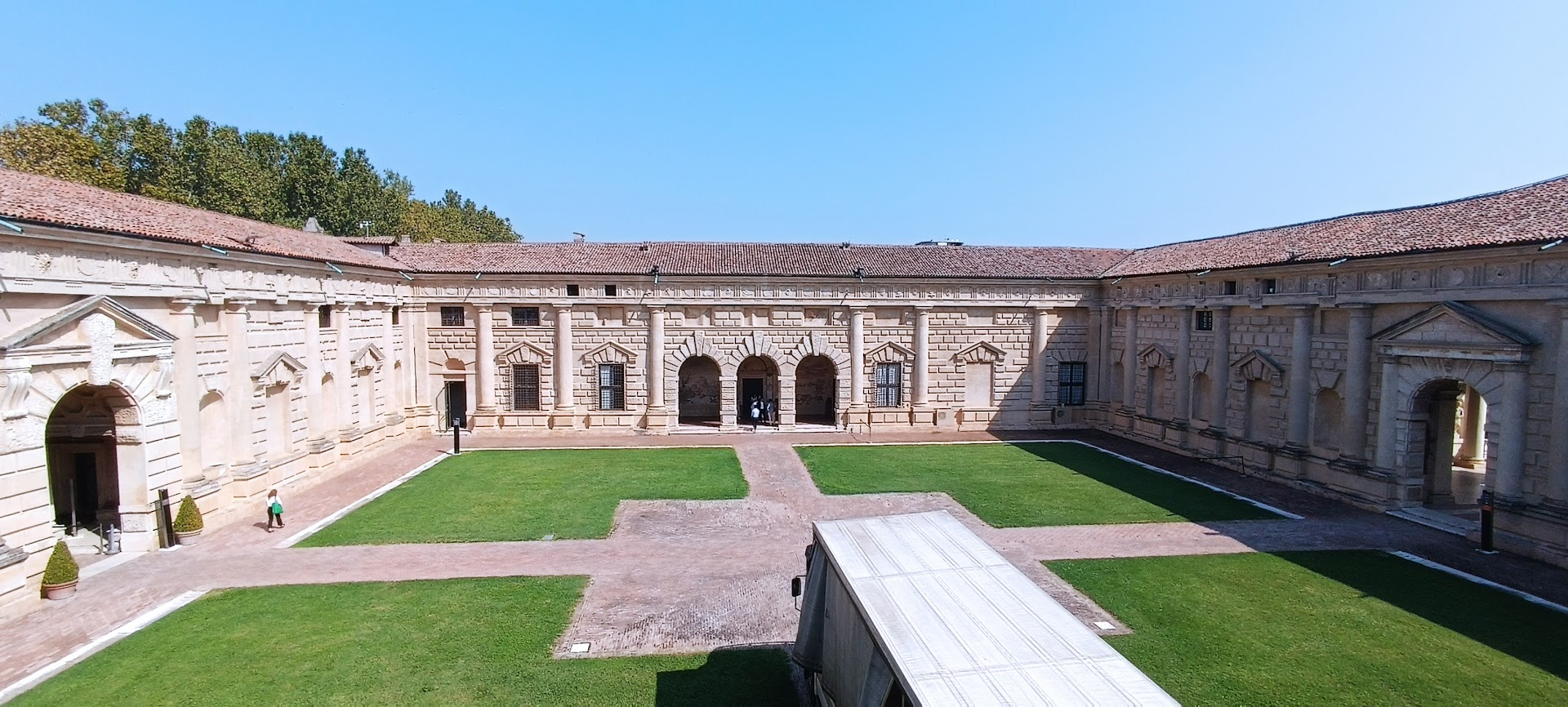
Cortile d'Onore
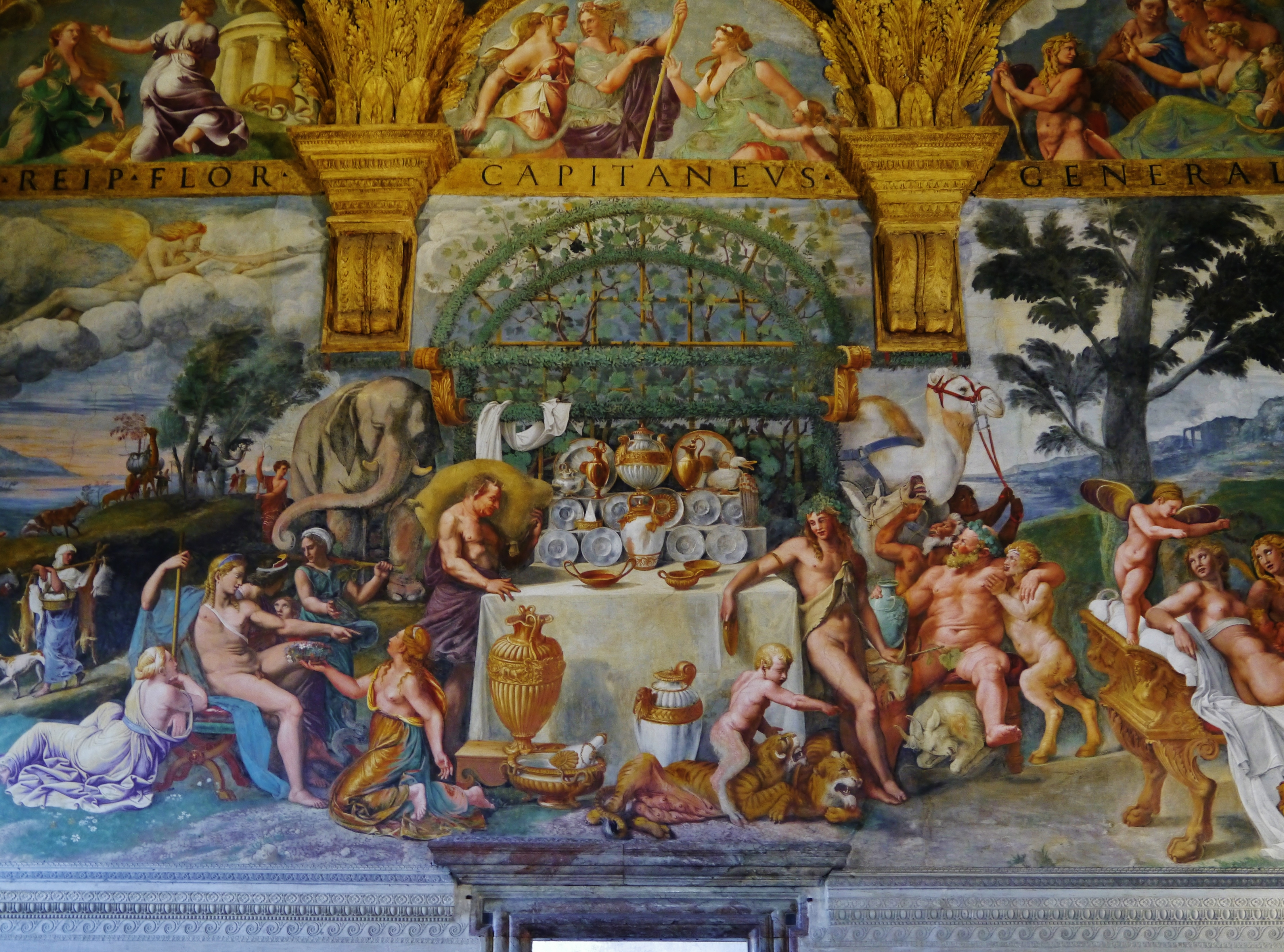
Particolare della Sala di Amore e Psiche
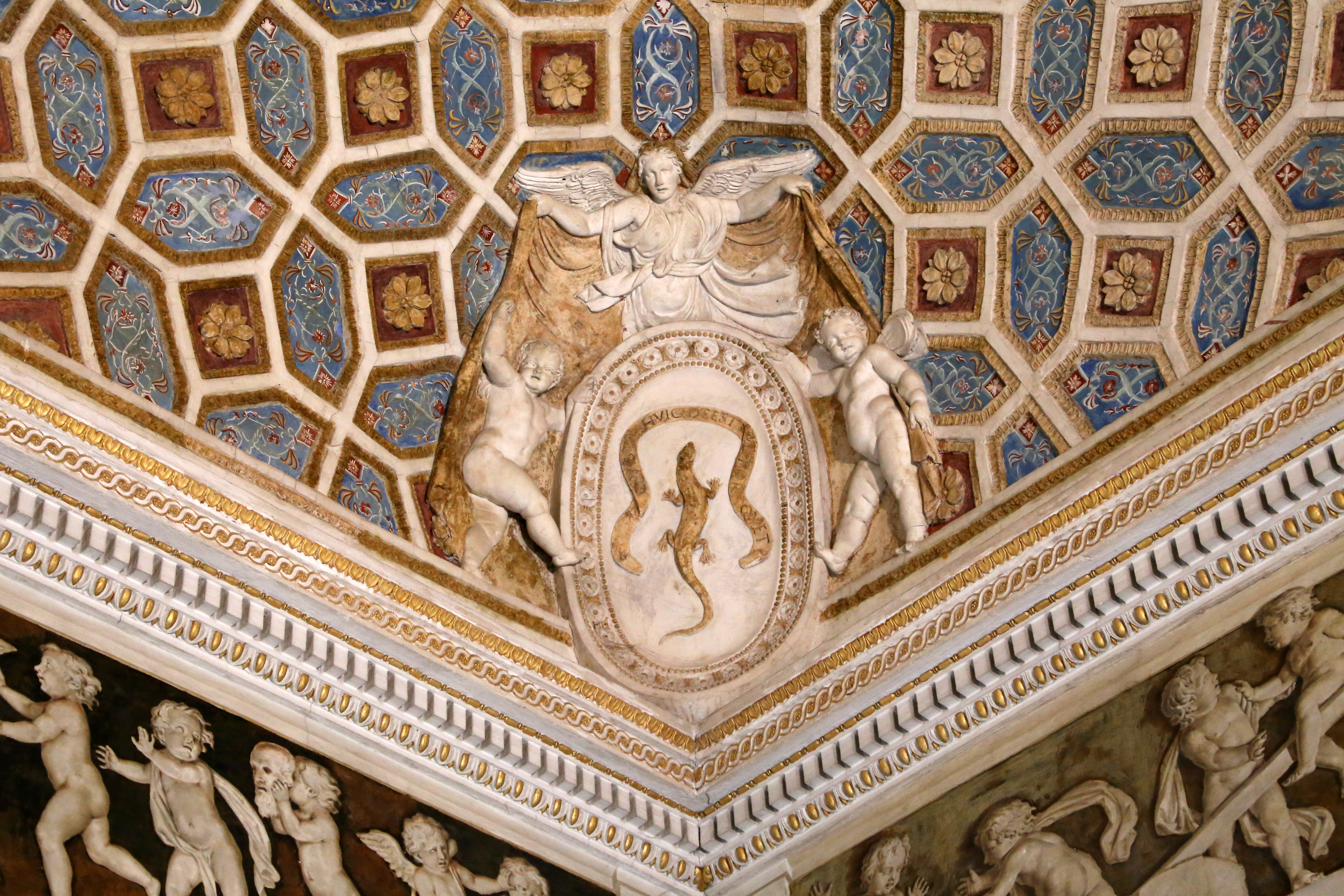
Particolare dell'impresa della Salamandra

### Esterno

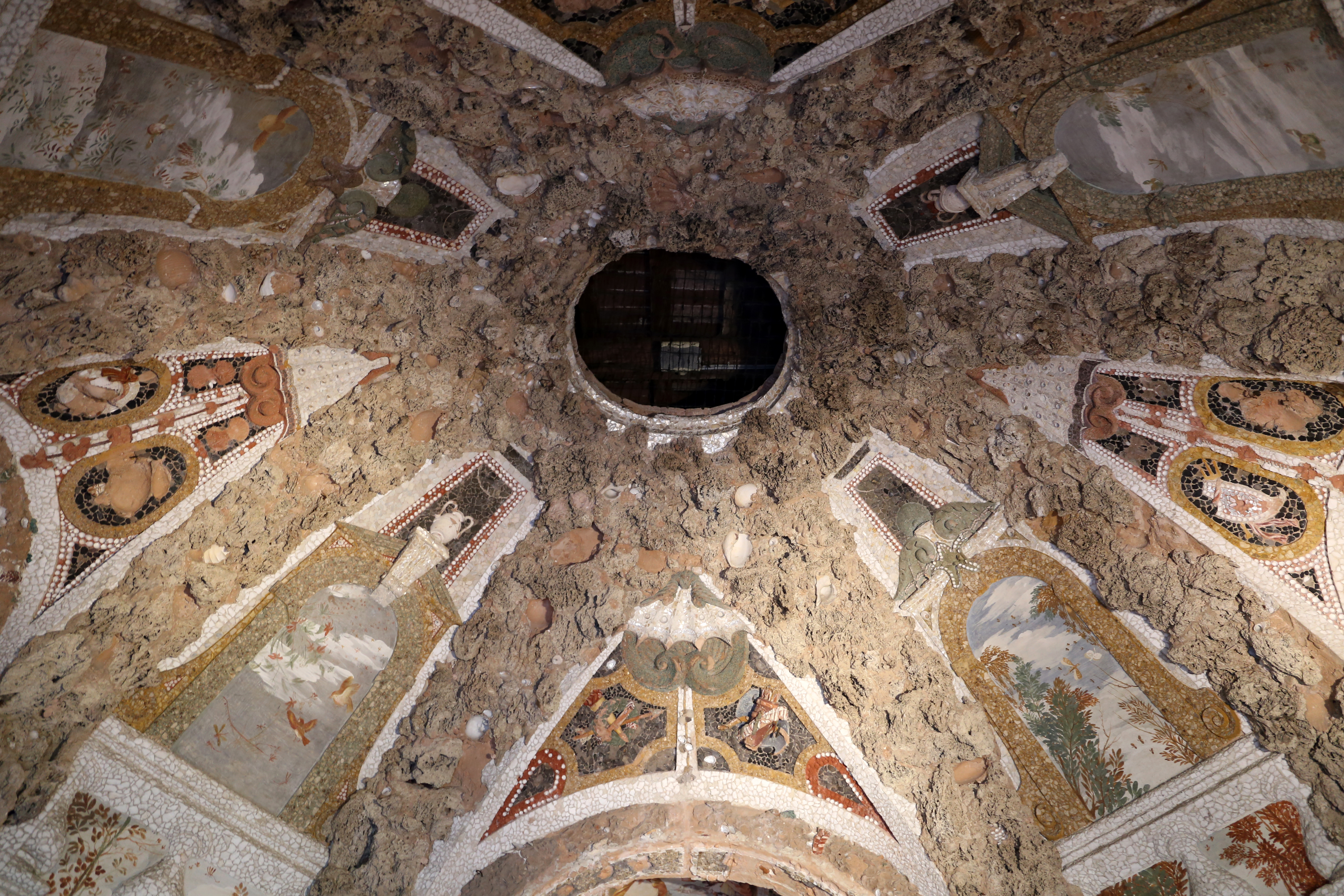
Volta della grotta del Giardino Segreto

Cortile d'Onore

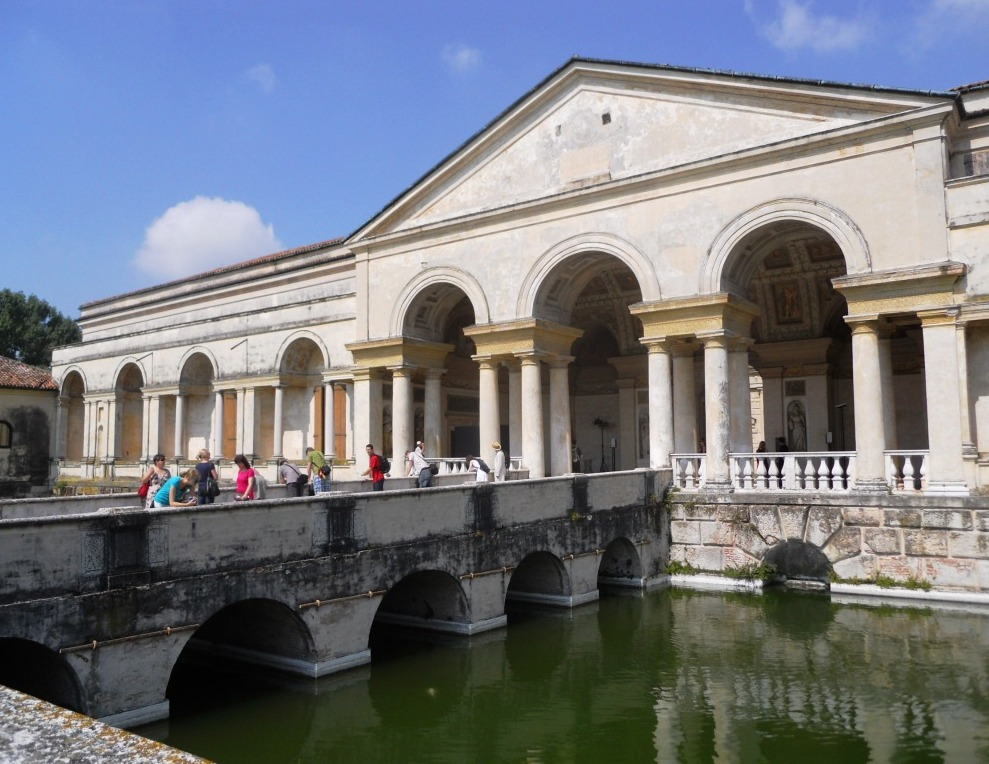
Peschiere di Palazzo Te e Cortile d'Onore

Il Cortile d'Onore era accessibile direttamente dall'atrio d'ingresso ed era dedicato all'accoglienza degli ospiti più prestigiosi. Le quattro pareti sono caratterizzate da un ordine unico, semicolonne doriche, una trabeazione con architrave decorato da gocce e un fregio che presenta l'alternanza tradizionale di triglifi e metope. Proprio su questo fregio si può notare di tanto in tanto un triglifo scivolato verso il basso, che dà senso di instabilità alla composizione. Nelle metope invece troviamo dei mascheroni a bocca spalancata, originariamente (prima delle modifiche settecentesche) fungevano da doccioni dai quali fluiva l'acqua piovana. È proprio in questo cortile che venne accolto Carlo V per la sua visita nell'aprile del 1530. Il progetto alla base di questo cortile è un compromesso tra il riutilizzo di edifici preesistenti e l'obiettivo di soddisfare le richieste del suo committente, infatti molte irregolarità sono dovute al fatto che l'artista volesse concentrarsi maggiormente sulle aree interne che quelle esterne.
Peschiere
Passando per la Loggia di Davide e attraversando il ponte, ai lati si trovano le due peschiere formate da specchi d'acqua comunicanti e destinate ad ospitare pesci. Queste due vasche separano il palazzo dal giardino. La facciata è caratterizzata dal susseguirsi di pilastri e colonne, che sorreggono le quattro serliane di ciascuna ala; la balconata superiore originariamente doveva essere una loggia ma, nel corso dei restauri settecenteschi, venne imposto il frontone attuale.

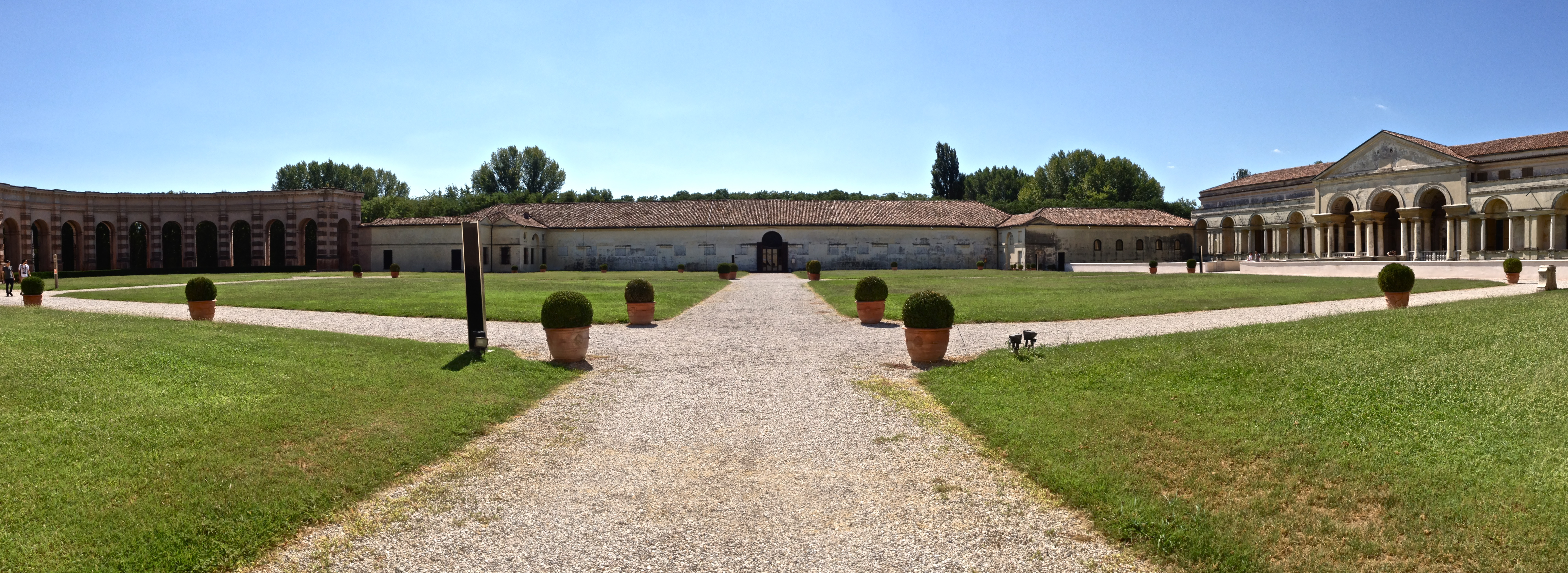
Veduta del giardino verso sud.

Giardino centrale
Il giardino centrale è il più grande e importante della villa. Si sviluppa lungo l'asse est-ovest, fra un'esedra a est e la facciata con la Loggia di Davide a ovest. Il lato destro, settentrionale, accoglie l'Appartamento del Giardino segreto, addossato all'esedra; in seguito un muro lo collega a un edificio che chiude la peschiera (oggi adibito a libreria e bar). Sul lato sinistro, meridionale, si sviluppa tutta l'aranciera, costruita nel 1651. Addossato all'esedra, sulla sinistra dell'aranciera, è l'edificio allora adibito ad abitazione del giardiniere.
Aranciera
L'aranciera si trova sul lato meridionale del giardino di Palazzo Te; a pianta rettangolare è costituita da un unico ambiente suddiviso in tre navate. La copertura è sostenuta da dieci coppie di pilastri.
I lavori di edificazione iniziarono nel 1651 su progettazione dell'architetto Nicolò Sebregondi e nel 1655 l'edificio cominciò ad ospitare, per il ricovero invernale, piante e agrumi posti in vasi di terracotta. Ma già dal secolo successivo l'aranciera e le attigue scuderie vennero adibite a magazzino militare. Numerosi e impropri utilizzi si susseguirono fino al 1989 quando, dopo un appropriato restauro, divenne sede espositiva delle mostre realizzate dal Centro Internazionale d'Arte e Cultura di Palazzo Te.
Appartamento del giardino segreto

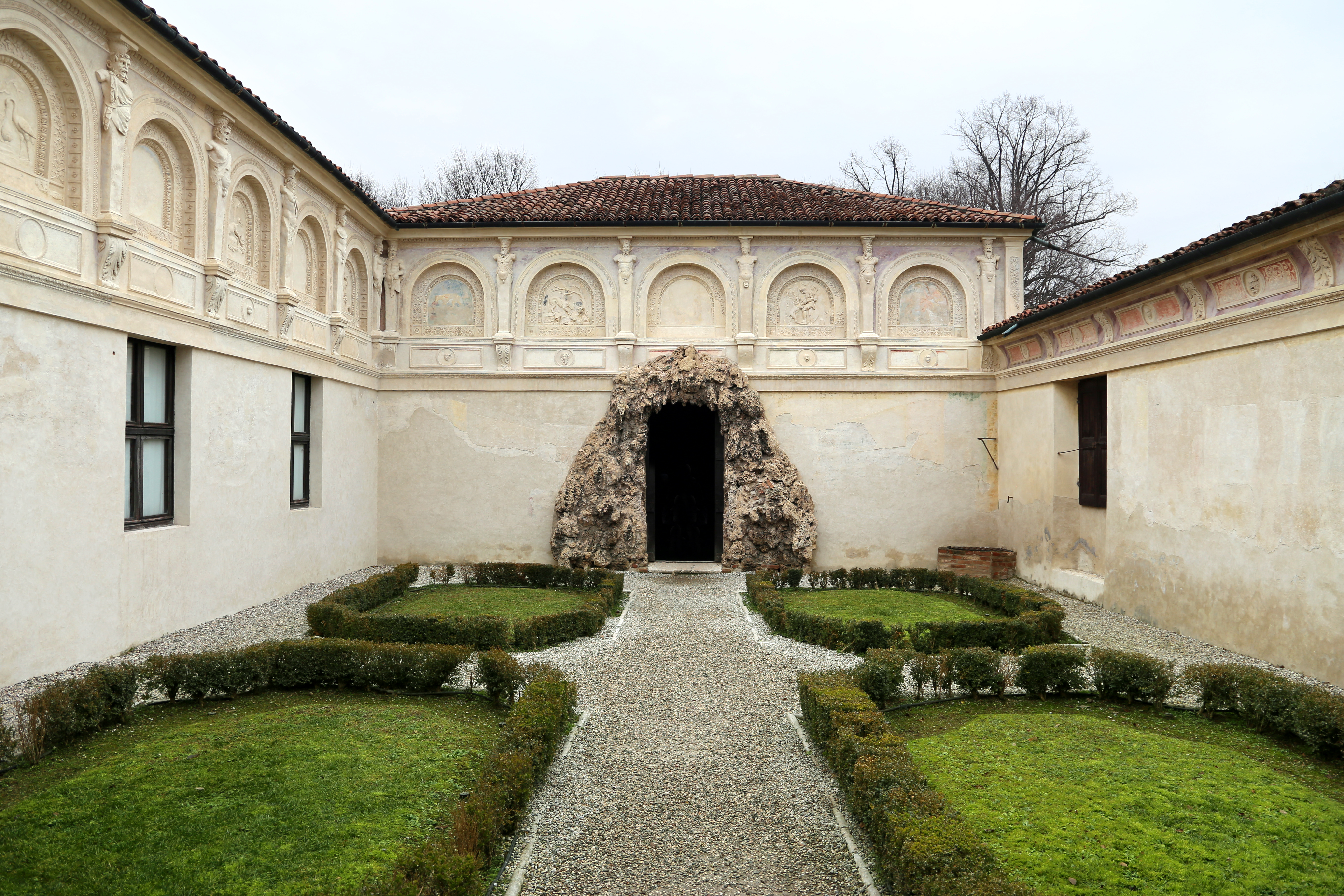
Il giardino segreto

L'appartamento della grotta venne edificato verso il 1530, seguendo il desiderio di Federico II nel ricreare il giardino segreto della madre, Isabella d'Este, a Palazzo Ducale; si trova nell'angolo est del giardino vicino all'esedra che conclude lo spazio della villa.

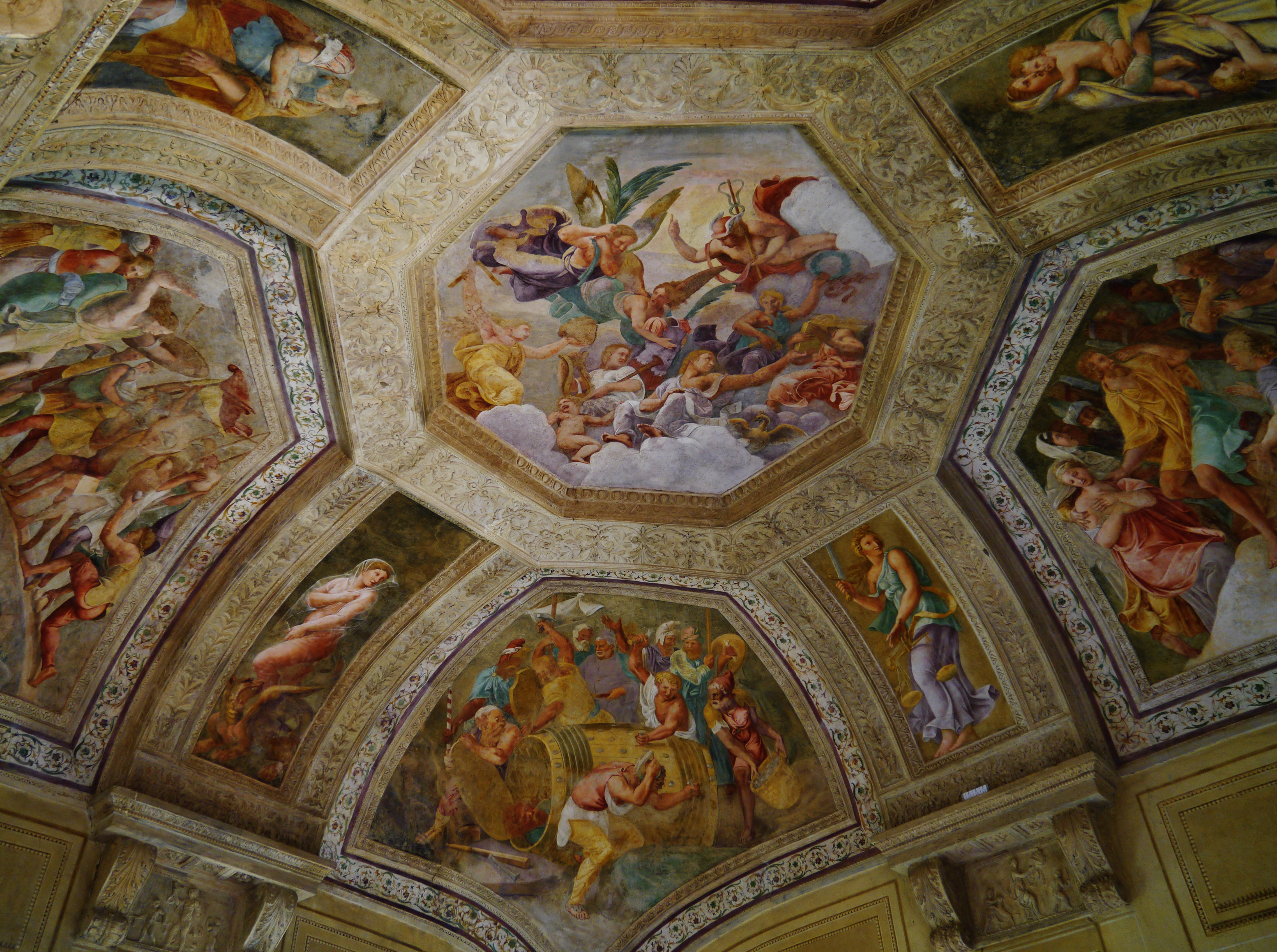
Camera di Attilio Regolo

L'appartamento è composto da poche stanze di dimensioni molto più modeste rispetto a quelle del corpo del palazzo; una loggia che si apre in un piccolo giardino mostra ciò che rimane di un ambiente allora decorato ed affrescato. Si accede tramite un vestibolo a pianta ottagonale allungata, caratterizzata da una volta a spicchi guarnita da finissime grottesche eseguite presumibilmente da Luca di Faenza. I contenuti rappresentati sono immagini reali o fantastiche: l'impresa del Monte Olimpo e al centro il tema del culto di Bacco. Il pavimento a mosaico utilizza ciottoli di fiume multicolore e nasconde delle bocchette di piombo, che venivano usare per spruzzare acqua al visitatore come scherzo.
Di fronte all'ingresso troviamo la camera di Attilio Regolo, con particolari decorazioni parietali di fine Settecento. La volta è ornata da affreschi e stucchi originali e il tema scelto è di carattere morale: l'Allegoria delle virtù del principe. Per quanto riguarda i contenuti dei pentagoni troviamo Il supplizio di Attilio Regolo, il Giudizio di Zaleuco, la clemenza di Alessandro. Sulle pareti invece si trovano dei bassorilievi di stucco che raffigurano tre virtù accompagnate da due putti con i relativi attributi. Sul lato opposto invece troviamo una figura femminile con l'Olimpo, un putto con il cane, e la A: tre imprese di Federico II.

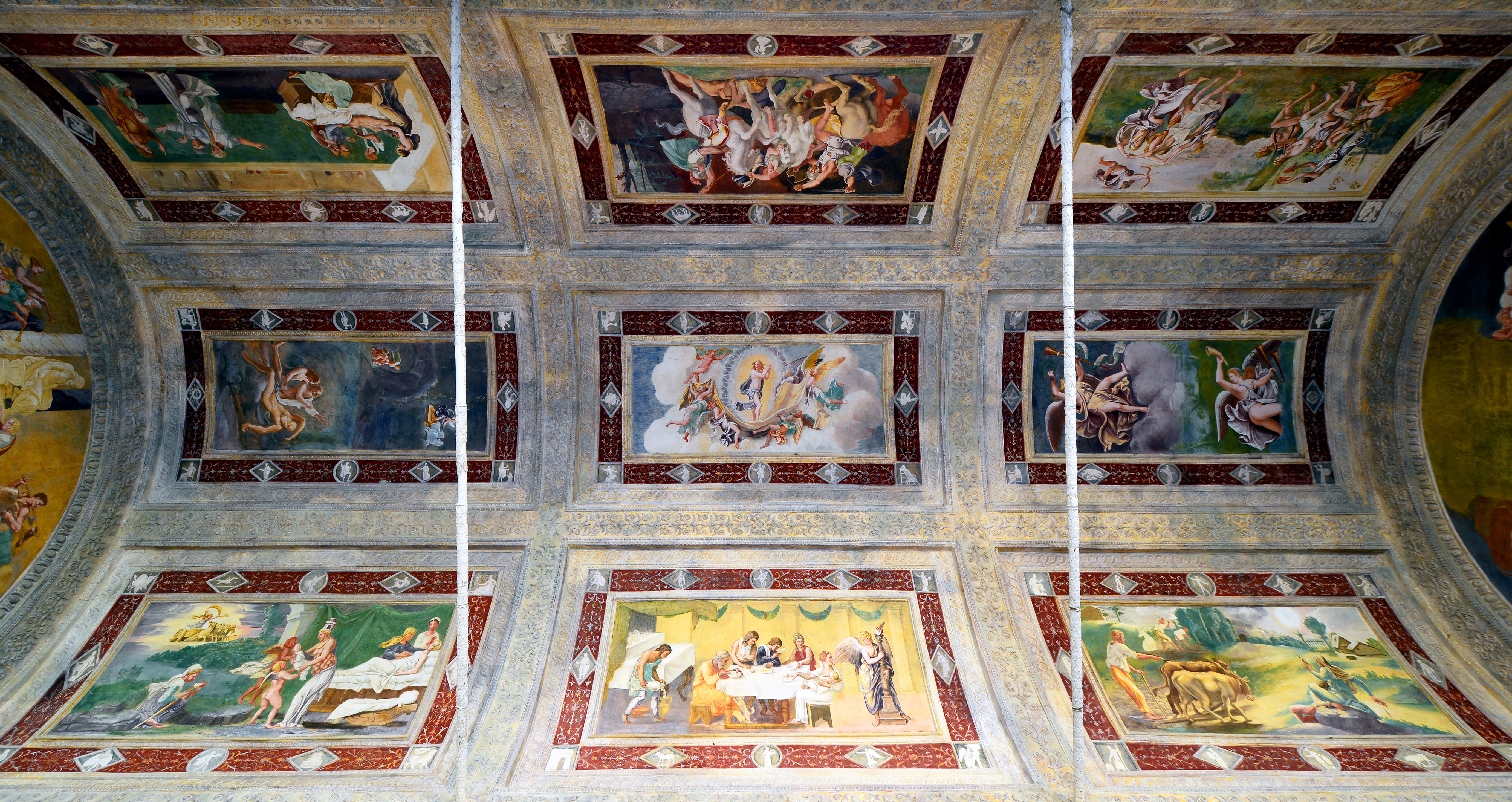
Volta della loggia del Giardino Segreto

Loggia
La loggia consiste di tre aperture architravate sorrette da due semicolonne e da due colonne centrali. La decorazione consiste, nella volta, di una storia comprensibile ma non ancora riconducibile a fonti certe; gli episodi rappresentati sono Nascita di un bambino, infatti è presente Diana Efesia patrona dei parti, successivamente l'Allattamento, il Lavoro nei campi e il Riposo. Nella fascia esterna troviamo episodi successivi del ciclo vitale rappresentato da questa storia: Innamoramento, Guerra, Infermità. Nella lunetta accanto si vede un Sacrificio a Giove che si potrebbe ricondurre all'infermità rappresentata precedentemente, mentre al lato opposto troviamo l'episodio finale ovvero la Morte. Di fronte all'ingresso troviamo una porta murata circondata da pannelli con grottesche che circondano un medaglione e il motivo si ripete; i soggetti dei medaglioni sono: Potatura, la dea Terra, Sileno che beve da un otre, Sileno dormiente, Satiro che munge una capra, Satiro e ninfa. Sulla parete lunga si trovano delle scenette dipinte raffiguranti Sileno sulla biga, Bacco e Arianna e un corteo di divinità marine che festeggiano il matrimonio tra Peleo e Teti.

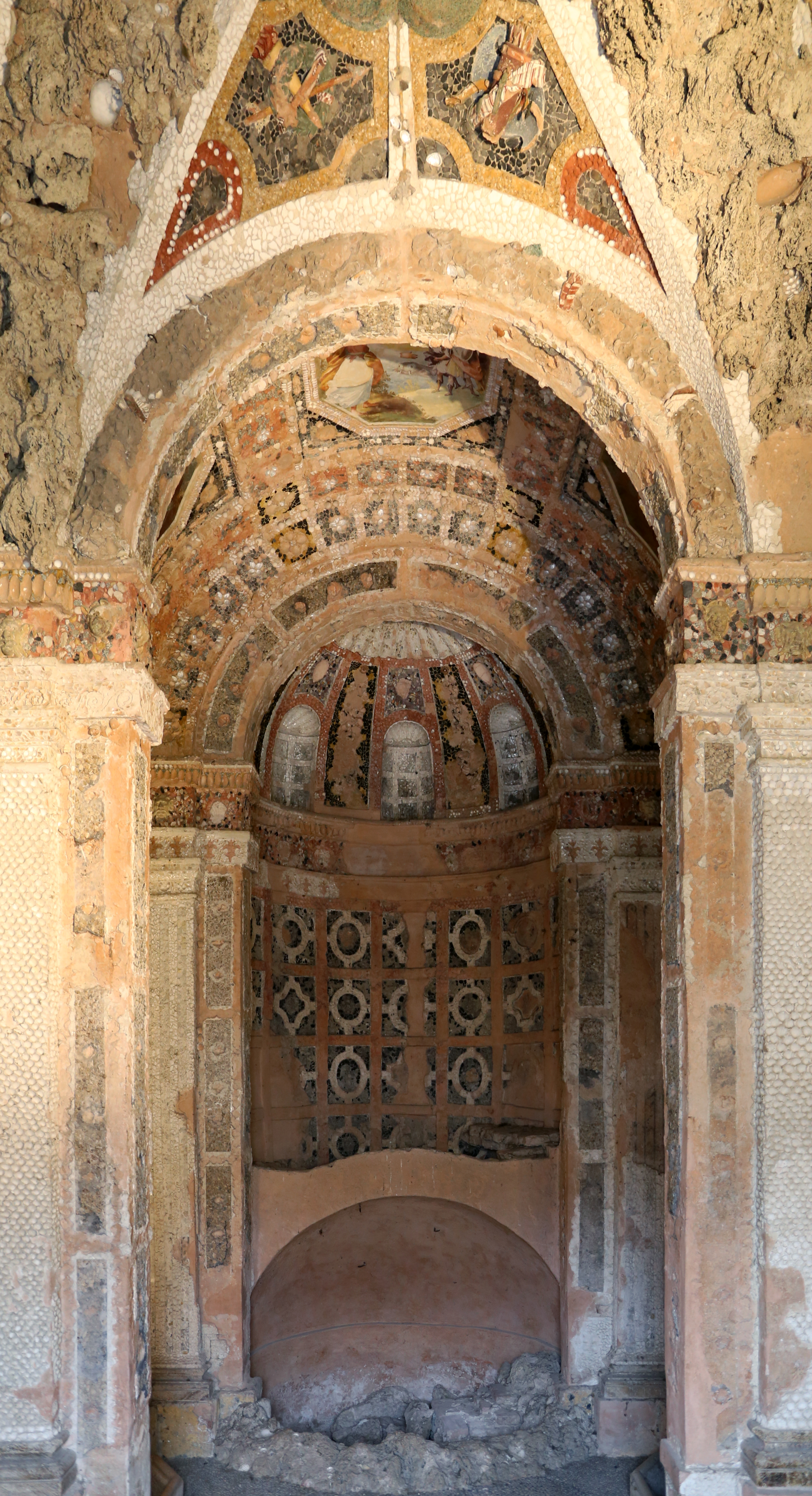
Grotta del Giardino Segreto

Giardino
Le pareti del giardino originariamente erano dipinte per creare delle finte prospettive, anche se ad oggi ne rimangono tracce molto tenui. Il fregio delle tre pareti nella parte alta è scandito da nicchie ed erme, affrescate o decorate a stucco con soggetti tratti dalle fiabe di Esopo ma anche con il ricordo di uno dei cagnolini di Federico II. A differenza degli affreschi ormai sbiaditi, gli stucchi si conservano in maniera migliore e sono riconducibili alla mano di Giovan Battista Mantovano.
Grotta
Dal giardino si accede alla Grotta, stanzetta utilizzata come bagno, dalla realizzazione davvero insolita. L'apertura è realizzata come a dare l'idea si tratti di un ambiente naturale, di una caverna, non ci sono i marmi e i materiali ricercati del resto del palazzo, gli interni erano tappezzati di conchiglie (oggi scomparse) e giochi d'acqua dovevano allietare il visitatore e stupirlo al tempo stesso. Questo ambiente fu aggiunto da Vincenzo Gonzaga circa dal 1595 e terminato dal figlio Ferdinando; consiste di due aule comunicanti e termina con una grande abside, dove originariamente era inserita una fontana. Le pareti sono rivestite di mosaici rustici, pietre colorate, conchiglie, superfici di cristallo, stucchi eseguiti con malte colorate; le concrezioni rocciose che caratterizzano l'intero spazio creano l'illusione di trovarsi in un ambiente sotterraneo, mentre in alto troviamo finte aperture su un cielo solcato dal volo di uccelli e insetti. I temi rappresentati nelle nicchie della prima aula sono le sempre presenti imprese: la fenice, due C addossate, il crescente lunare con il motto SIC e il crogiolo; mentre nella seconda aula troviamo degli episodi tratti dal V libro dell'Orlando Furioso. Le nicchie sottostanti invece riportano i quattro elementi dell'universo: aria, terra, fuoco e acqua.

## Museo civico
Le occupazioni spagnole, francesi e austriache e le varie guerre fecero sì che nel corso degli anni il palazzo venisse utilizzato come caserma e i giardini come accampamenti per le truppe depauperando le sale e distruggendo alcune sculture (sulle pareti della sala dei Giganti rimangono visibili i graffiti e le incisioni con nomi e date di un passato poco glorioso per il monumento).

## Simbologia
(Giorgio Vasari)

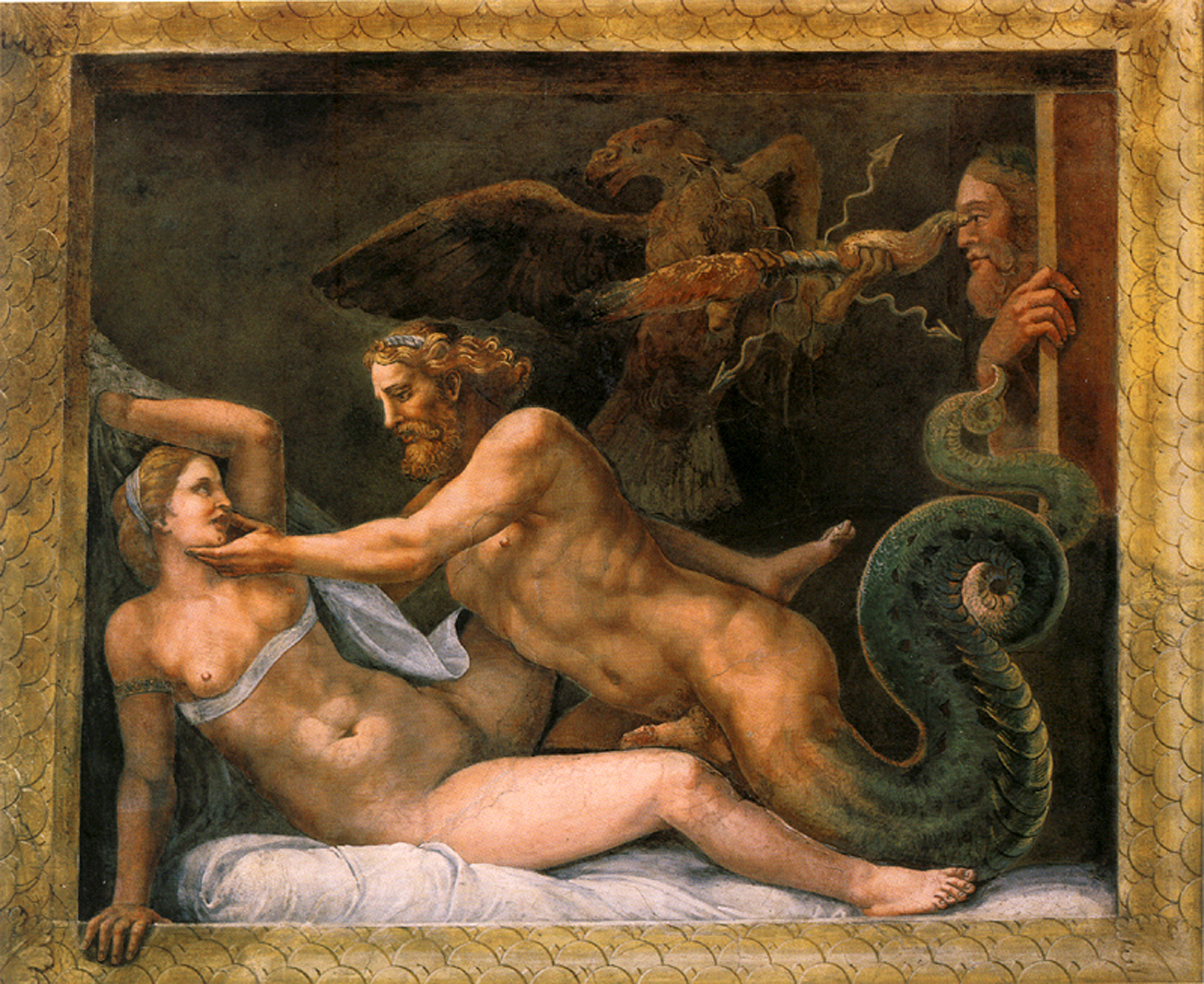
Giove seduce Olimpiade

I simboli e gli stemmi riempiono di significati più o meno celati e spesso politici, le pareti del palazzo e del suo voluttuoso proprietario. Il Monte Olimpo, ad esempio, circondato da un labirinto e che sorge dalle acque è un simbolo che spesso si ritrova, viene ripreso in elementi architettonici costitutivi del palazzo come le due ampie peschiere che attraverso un ponte portano al giardino, o come il labirinto in bosso (ormai scomparso) del giardino stesso.
Altro simbolo interessante è la salamandra, che Federico elegge come personale, assieme al quale spesso viene utilizzato il motto: quod huic deest me torquet (ciò che manca a costui mi tormenta); il ramarro infatti era ritenuto l'unico animale insensibile agli stimoli dell'amore, ed era impiegato come contrapposizione concettuale al duca e alla sua natura sensuale e galante, che invece dai vizi dell'amore era tormentato.
Ogni sala presenta storie diverse con molteplici livelli di lettura. Venere-Afrodite, rappresentata innumerevoli volte nel palazzo, celebra la trasformazione positiva dell'umano. Dea dell'armonia, del desiderio e della conoscenza visiva che si produce nell'istante, suscitando meraviglia, Venere accompagna il percorso insieme ad altri grandi dei ed eroi: tra tutti Giove, Giunone, Amore, Ercole e Fetonte.
Erotismo ed eroismo sono poi simboli espressi nelle stanze angolari del palazzo. Nella Camera di Amore e Psiche è presente la prospettiva che l'anima umana, coniugando l'abbandono all'eros divino con grandi virtù morali, possa ascendere a una dimensione spirituale. Nella Camera dei Giganti è presente la speranza che tale umanità trasformata, scendendo in battaglia, possa sconfiggere ogni minaccia, reggere il terremoto e, affidandosi al potere imperiale, restaurare la pace.